# Stereoscopia

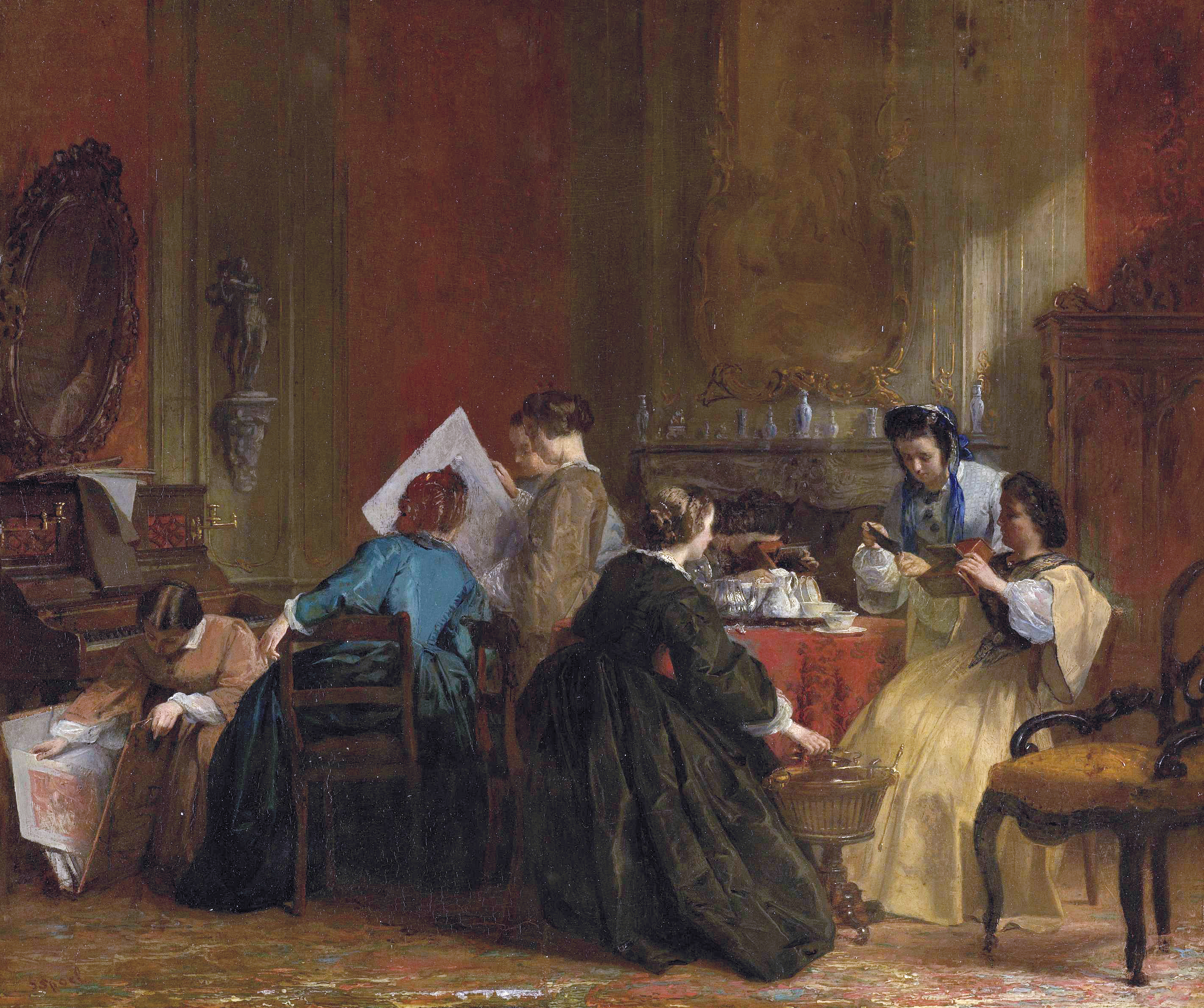
Donne che guardano fotografie stereoscopiche in un dipinto di Jacob Spoel

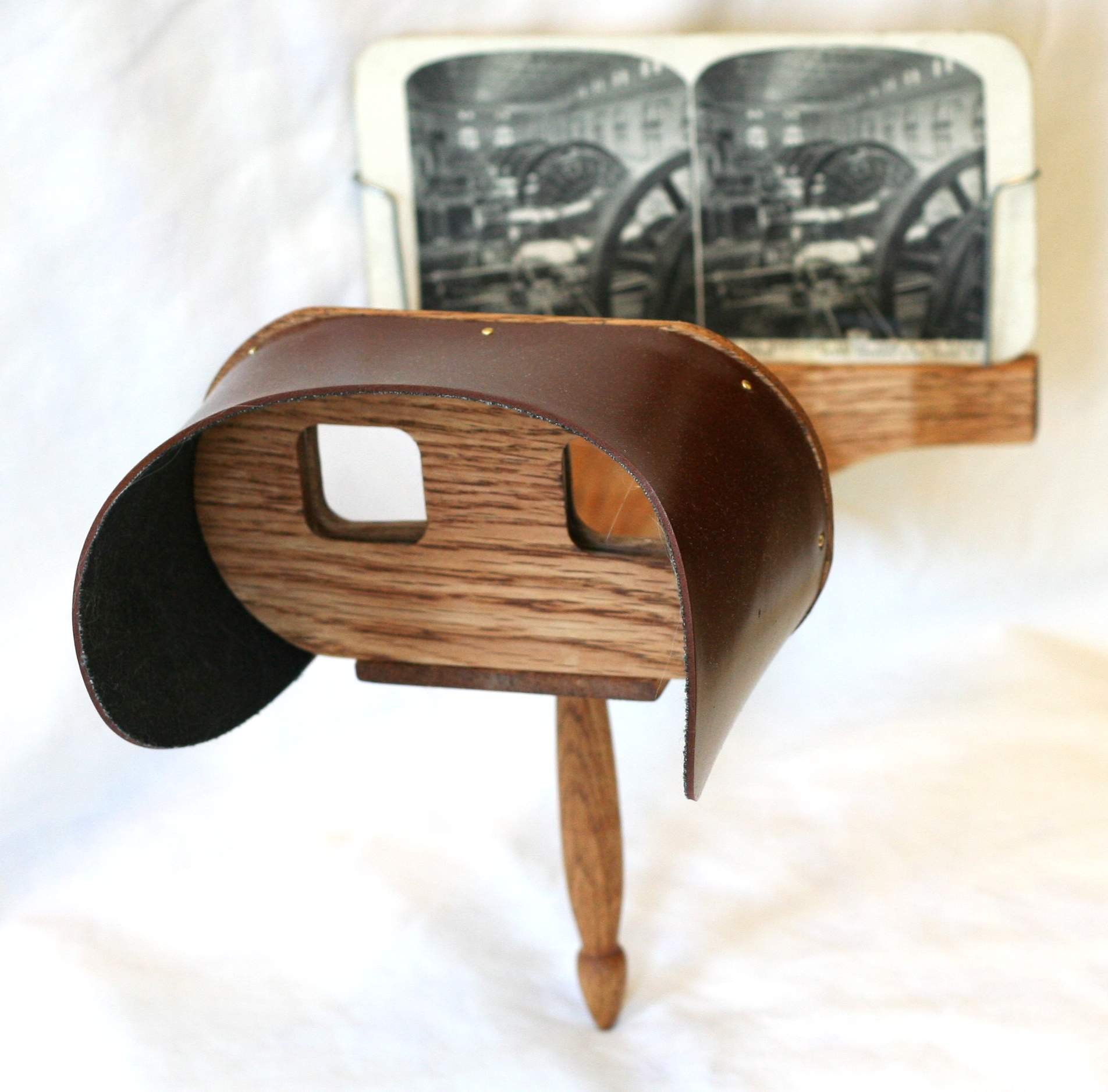
Riproduzione di stereoscopio ottocentesco Holmes

La stereoscopia (raramente detta anche stereofotografia o stereografia) è una tecnica di realizzazione e visione di immagini, disegni, fotografie e filmati, atta a trasmettere una illusione di tridimensionalità, analoga a quella generata dalla visione binoculare del sistema visivo umano.
Inventata nel 1832 da sir Charles Wheatstone utilizzando coppie di disegni similari e successivamente la nascente fotografia, la stereoscopia ha trovato successivamente applicazione anche nel cinema e in svariati altri campi, dallo studio scientifico all'intrattenimento, tra cui l'esplorazione astronomica, la fotogrammetria, la televisione, l'informatica, i videogiochi, la telefonia mobile.
Dall'iniziale utilizzo di procedimenti chimici e strumenti ottici e meccanici, in seguito all'ampia diffusione dell'informatica, sono state successivamente sviluppate tecnologie che consentono la ripresa e la visione di immagini tridimensionali attraverso l'utilizzo di dispositivi elettronici digitali stereoscopici e autosterescopici.

## Storia

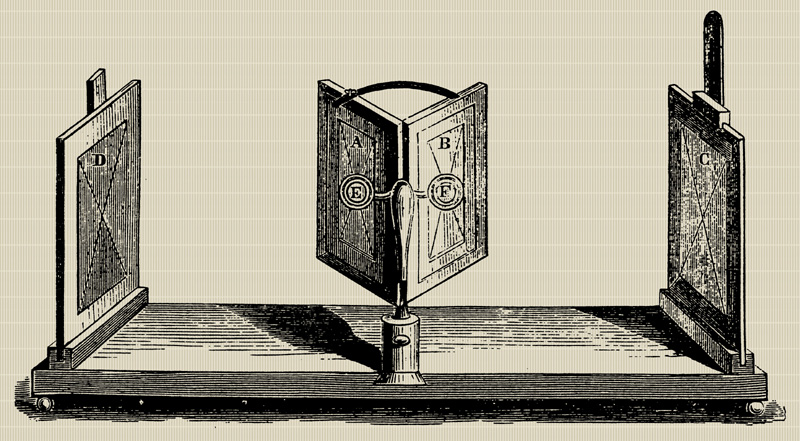
Lo stereoscopio a specchi di Charles Wheatstone

La visione binoculare e la percezione tridimensionale della realtà che circonda l'uomo, sono oggetto di interesse di diversi studiosi e artisti durante l'intero arco della storia dell'umanità. Tra i tanti a interessarsi a questo fenomeno ci sono Euclide e Leonardo Da Vinci.
Tra il Cinquecento e Seicento Giovanni Battista della Porta e Jacopo Chimenti da Empoli pare abbiano realizzato i primi esperimenti di disegni "stereografici", mentre si deve al gesuita François D’Aiguillon la coniazione del termine “stereoscopique” nel 1613 per il suo lavoro Opticorum libri sex philosophis juxta ac mathematicis utiles.
Tuttavia è solo con il 1800 che la stereoscopia diviene finalmente una realtà alla portata di tutti.

### La stereoscopia nel XIX secolo

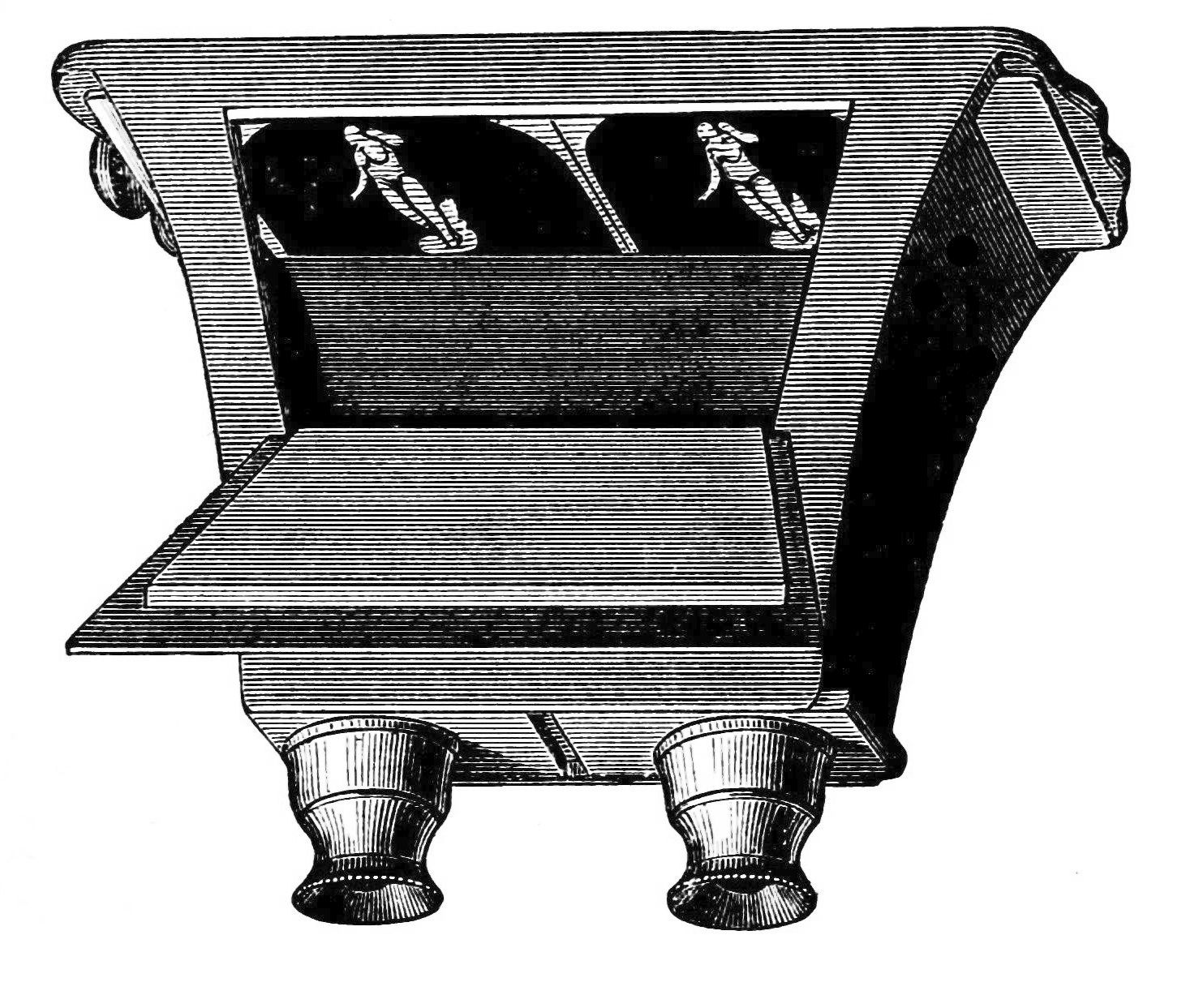
Lo stereoscopio di David Brewster

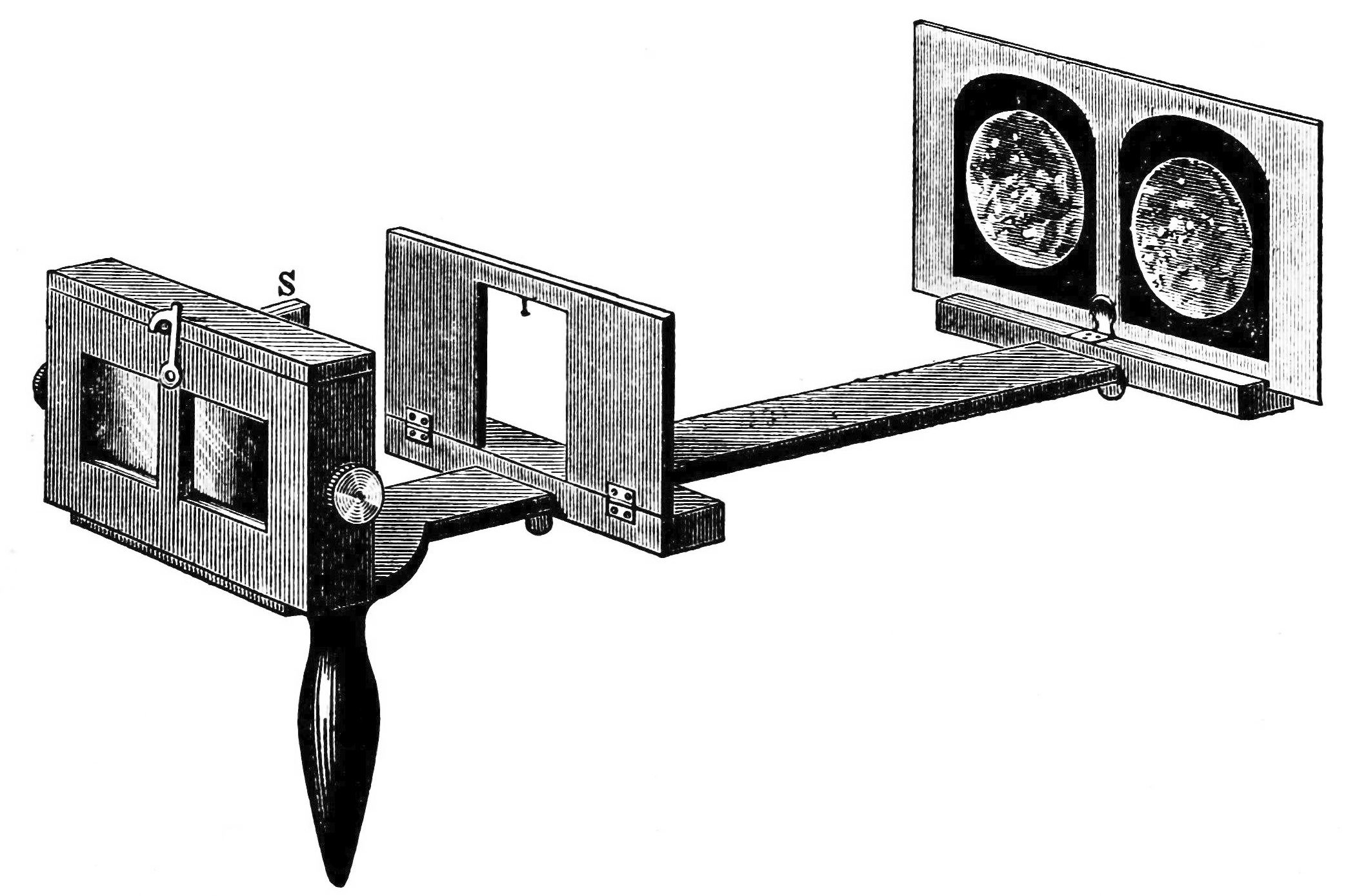
Stereoscopio statunitense regolabile

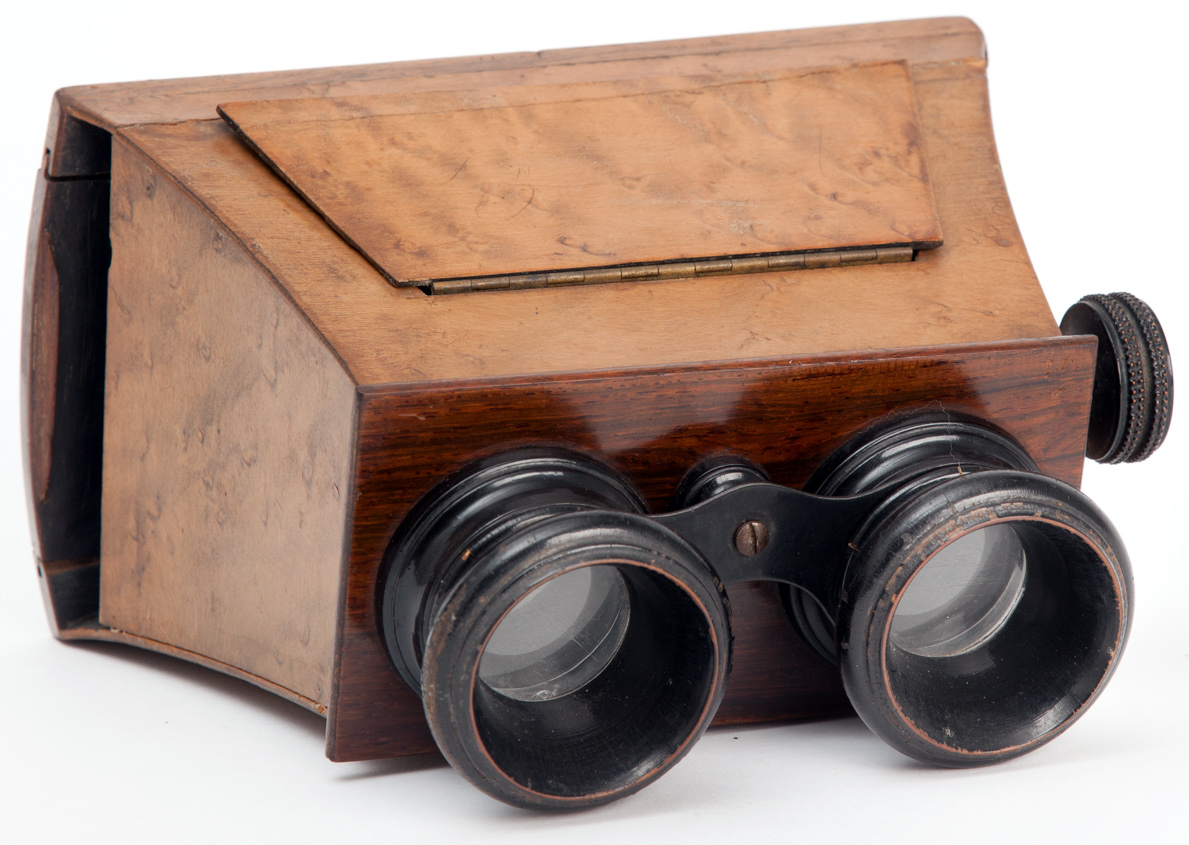
Visore di tipo Brewster, J. Fleury - Hermagis, 1870, per lastre 8,5x17cm. Museo nazionale della scienza e della tecnologia Leonardo da Vinci, Milano.

Durante la prima metà dell'Ottocento sir Charles Wheatstone realizza i primi esperimenti stereoscopici con coppie di disegni affiancati così da poter riprodurre due immagini leggermente differenti come quelle percepite dall'occhio umano. Nel 1838 lo scienziato britannico pubblica un trattato sulla visione binoculare, dovuta al differente posizionamento delle due immagini percepite da ogni occhio. Illustra il testo con le sue coppie di disegni stereoscopici: i primi stereogrammi.
Per la visualizzazione di questi primi disegni "stereografici" Wheatstone utilizza uno strumento ottico basato su sistema di specchi e prismi, che indirizza correttamente le immagini destinate all'occhio destro e sinistro: lo stereoscopio a specchi. Guardando queste immagini bidimensionali, era così possibile sperimentare l'illusione della profondità tridimensionale. Wheatstone propone di chiamare lo strumento Stereoscope. L'invenzione di Wheatstone risale al 1832 ma il brevetto solamente al 1838.
Grazie agli sviluppi della fotografia, e in particolare con l'invenzione della sciadografia (ovvero del negativo fotografico), sir Charles Wheatstone intravede nuovi possibili sviluppi nella sua ricerca. Entra così in contatto con William Fox Talbot, commissionandogli i primi esperimenti di "stereofotografia".
Nel 1838 Wheatstone presenta il primo stereoscopio così realizzato alla Royal Society di Londra. Lo stereoscopio di Wheatstone non riscontra però un grande successo, poiché complesso e ingombrante, si dovrà infatti attendere il 1849 quando sir David Brewster, che aveva già brevettato il caleidoscopio, realizza un più leggero e maneggevole stereoscopio: si tratta di un "binocolino" dotato di lenti attraverso cui guardare una coppia di fotografie, realizzate con due fotocamere affiancate, poste all'altra estremità dell'apparecchio.
Nel 1851 lo stereoscopio di Brewster venne presentato all'Esposizione Universale di Londra, suscitando l'interesse della regina Vittoria che ne volle subito uno per sé.
È del 1852 l'invenzione della fotocamera binoculare (anche conosciuta come fotocamera stereoscopica o stereo camera), per opera di J.B. Dancer, un ottico di Manchester e nello stesso anno Claude Marie Ferrier perfeziona le lastre in vetro stereoscopiche, di gran lunga migliori degli altri supporti fino ad allora utilizzati.
Visto l'enorme interesse riscosso dall'oggetto, dapprima la ditta parigina Duboscq & Soleil, cui seguirà Ferrer & Sorlier, poi svariate altre ditte, soprattutto inglesi, francesi e americane, produrranno in serie lo stereoscopio Brewster, che diviene a breve un enorme successo presso la borghesia europea e americana. Negli Stati Uniti Oliver Wendell Holmes realizza infatti una versione più economica dello stereoscopio di Brewster.
Col tempo alle fotografie in bianco e nero su cartoncino, si affiancheranno fotografie colorate a mano stampate su carta sottile e, successivamente, stampe fotografiche su lastre di vetro (delle diapositive ante litteram), sovente anch'esse colorate, che conferiscono maggiore profondità alle immagini stereoscopiche.
A fine Ottocento per lo stereoscopio inizierà una fase di declino, destino condiviso con la lanterna magica, causato principalmente dalla nascita del cinema.

### La stereoscopia nel XX secolo

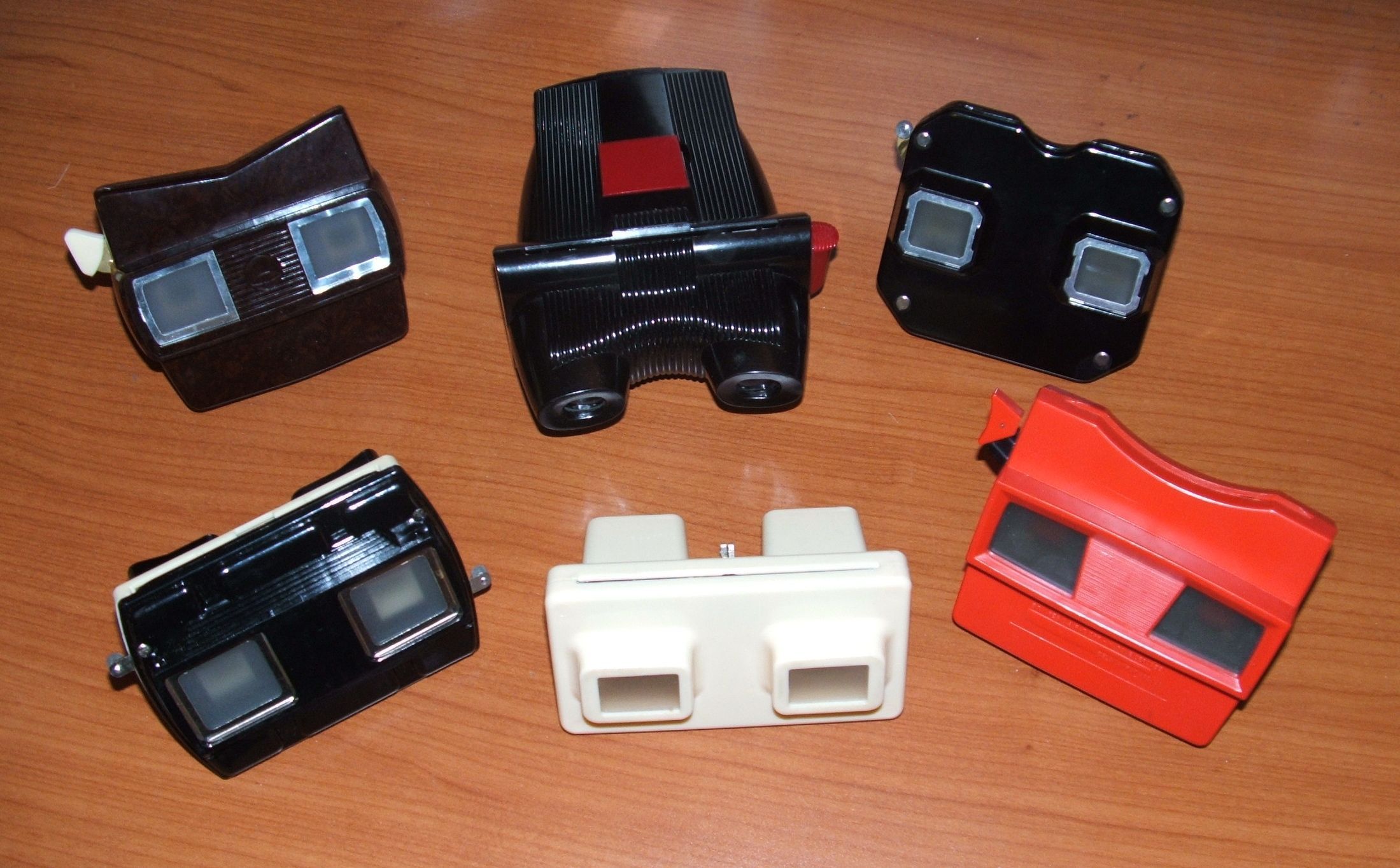
Alcuni stereoscopi del '900: Tru-Vue, View-Master, Stéréoclic Brugiere, Stéréoscope Lestrade

Nel XX secolo la stereoscopia si sviluppa in diverse direzioni. Lo stereoscopio ottocentesco che utilizza stereogrammi su carta scompare quasi completamente dalla scena (sopravvive sotto forma di giocattolo economico), al suo posto si sviluppa lo stereoscopio che si serve di diapositive su pellicola fotografica, e che ha come pionieri il Tru-Vue e, soprattutto, il View-Master. Agli inizi del XX secolo si cercano inoltre strade per la visione stereoscopica senza l'ausilio di alcun dispositivo ottico supplementare, quali lo stereoscopio o gli occhiali, attraverso dei sistemi autostereoscopici che sfruttino la barriera di parallasse e lo schermo lenticolare. Parallelamente alla nascita e all'ascesa del cinema, si fa strada il cinema stereoscopico, che a fasi alterne sperimenta varie tecnologie e sistemi. La stereoscopia trova inoltre applicazioni nei fumetti (attraverso l'anaglifo), nella televisione, e in numerosi altri campi.

#### Autostereoscopia
Tra la fine del XIX secolo e gli inizi del XX vengono ideati e messi a punto i primi sistemi di visione stereoscopica senza l'ausilio di alcun dispositivo ottico supplementare. Il più antico sistema autostereoscopico viene ideato indipendentemente sia da Jacobson che da Berthier attorno al 1896 e trova applicazione inizialmente nel campo della fotografia: il sistema viene registrato nel 1903 da Frederic Eugene Ives che ne inventa il nome, barriera di parallasse, e che lo sfrutta per la realizzazione di fotografie stereoscopiche. A partire dalla fine del XX secolo questo sistema verrà applicato alla costruzione di monitor autostereoscopici.
Nel 1908 Gabriel Lippmann, meglio conosciuto per l'invenzione della fotografia a colori nel 1886, suggerisce di utilizzare un sistema di lenti al posto della barriera di parallasse. A tale sistema dà il nome di "fotografia integrale" e le immagini prendono il nome di "integrammi".

#### Tru-Vue

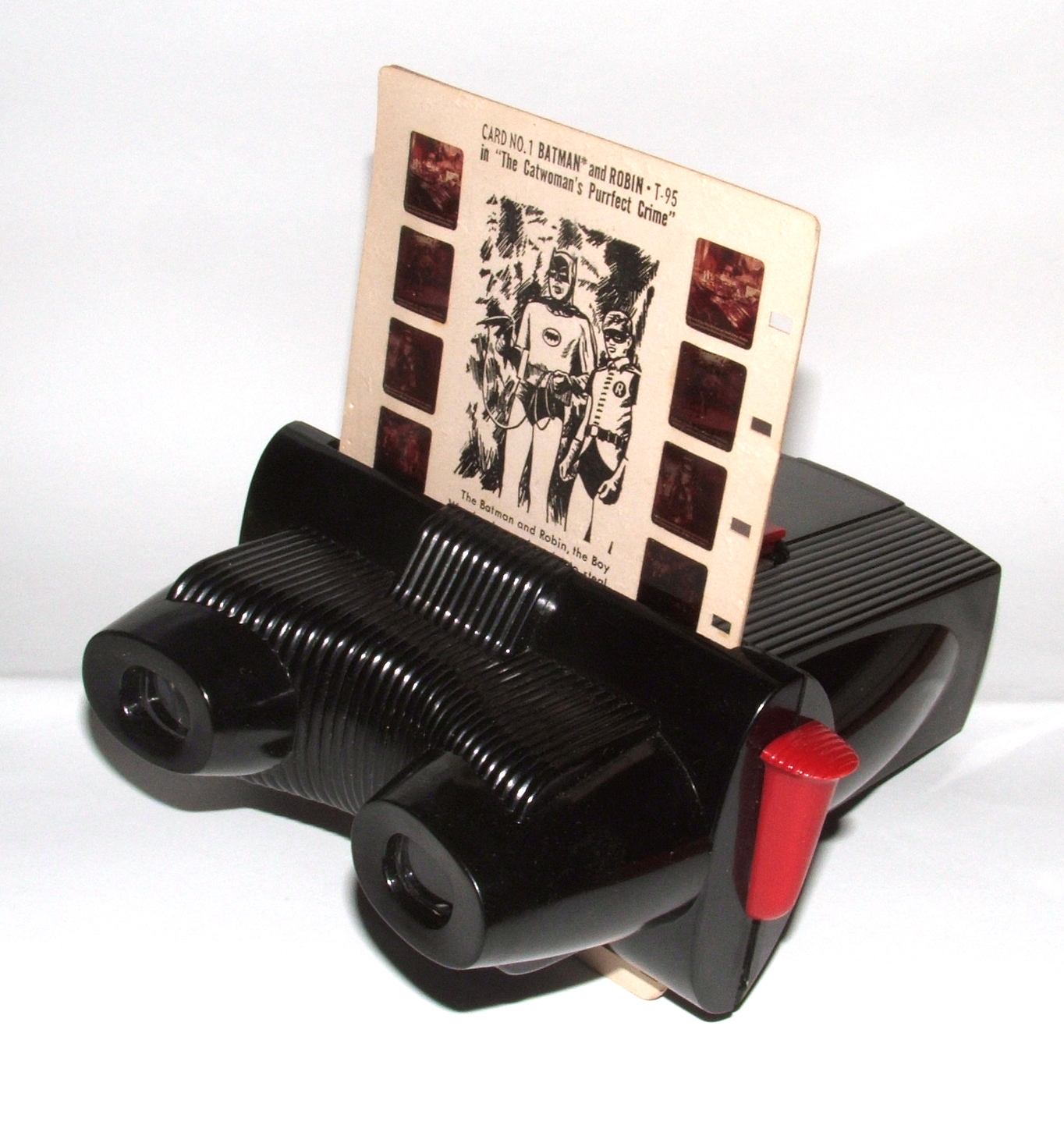
Stereoscopio Tru-Vue del 1957

Già tra la fine dell'Ottocento e i primi del Novecento la pellicola fotografica 35mm comincia a prendere il posto di cartoncini e vetrini negli stereoscopi sviluppati dai prototipi di Whatstone e Brewster, tuttavia si dovrà alla statunitense Tru-Vue Company di Rock Island il rilancio a livello popolare dello stereoscopio attraverso un visore che utilizzi rullini di pellicola 35mm in bianco e nero (i cosiddetti filmstrips) come supporto per le immagini stereoscopiche.
Il compatto ed economico visore Tru-Vue viene infatti introdotto nel 1931 in una America bisognosa di svaghi economici, poiché fiaccata dal crollo della borsa di Wall Street, il giovedì nero del '29. Il visore Tru-Vue diviene immediatamente un successo, tuttavia la fortuna della Tru-Vue non sarà destinata a durare a lungo, poiché il 1938 vede la nascita del maggior rivale della casa di Rock Island: il View-Master

#### View-Master

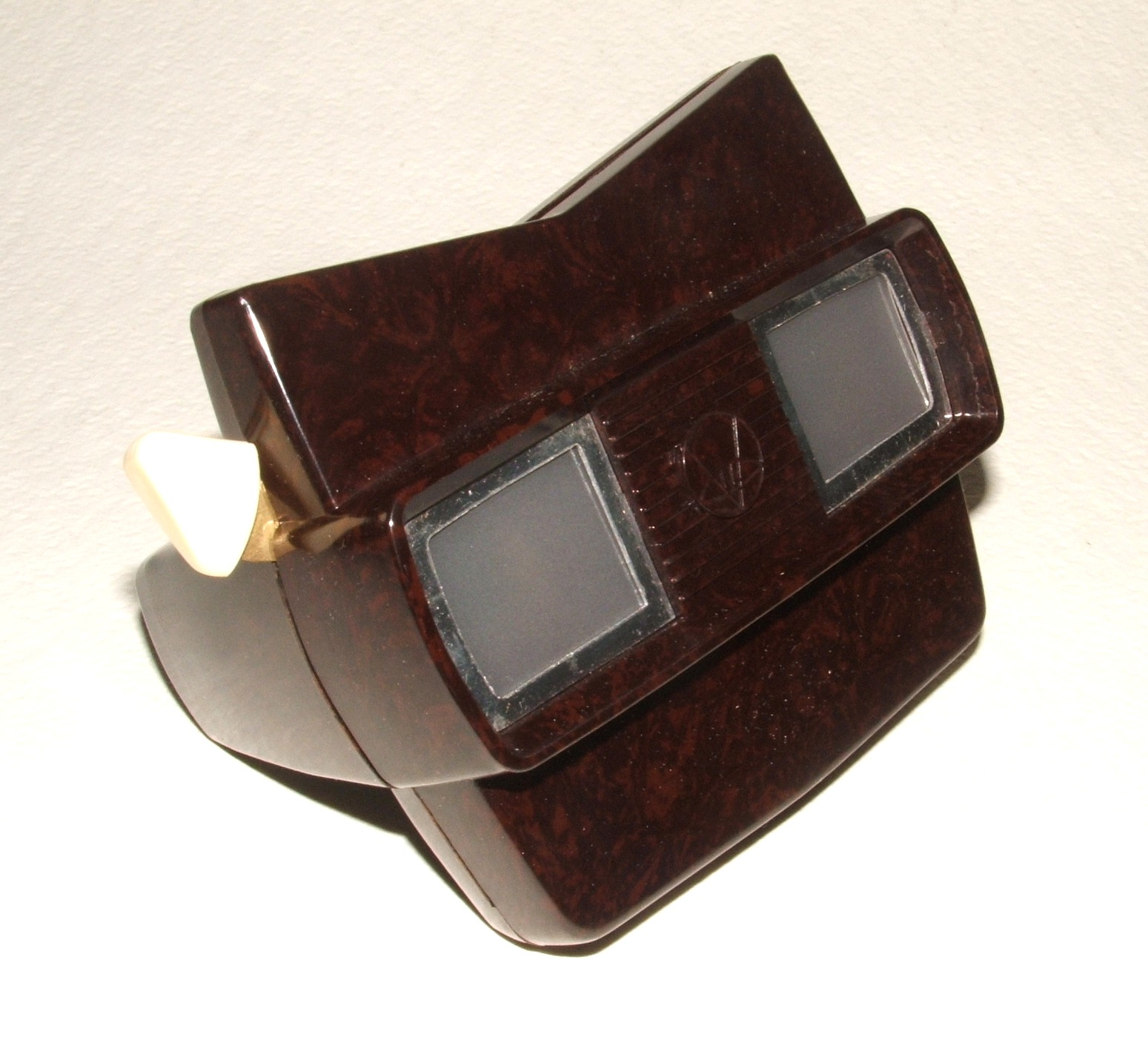
Stereoscopio View-Master Model E degli anni cinquanta

Nel 1939 la Sawyer's di Portland, commercializza per la prima volta l'invenzione di un bizzarro riparatore di pianoforti tedesco immigrato negli Stati Uniti durante gli anni venti: si tratta di William Gruber e del suo visore stereoscopico View-Master.
A differenza del predecessore Tru-Vue, il View-Master utilizza dischetti di cartoncino a supporto di 7 coppie di diapositive a colori da 16mm, più economiche rispetto al rivale e al contempo permettono di godere per la prima volta di panorami realistici e a colori.
Negli anni successivi il View-Master passerà di mano in mano fino a venire acquisito dalla Mattel nel 1997, casa di giocattoli per la quale è in produzione a tutt'oggi.
Il View-Master ha goduto, soprattutto nei primi anni della propria produzione, di numerose imitaziani, di cui le più note e popolari furono il Meoskop, prodotto dalla Meopta in Cecoslovacchia, e lo Stereo•Rama, prodotto in Italia tra gli anni cinquanta e sessanta del XX secolo da diverse ditte in successione.

#### Cinema 3-D
I primi esperimenti di immagini stereoscopiche in movimento si devono già a Charles Wheatstone che sperimenta lo stereofantascopio, unendo la tecnica dello zootropio a quella dello stereoscopio. L'invenzione, poi sviluppata anche da altri con altri nomi, non avrà il successo commerciale dello stereoscopio a immagini "fisse", rimanendo a livello di pura curiosità scientifica.

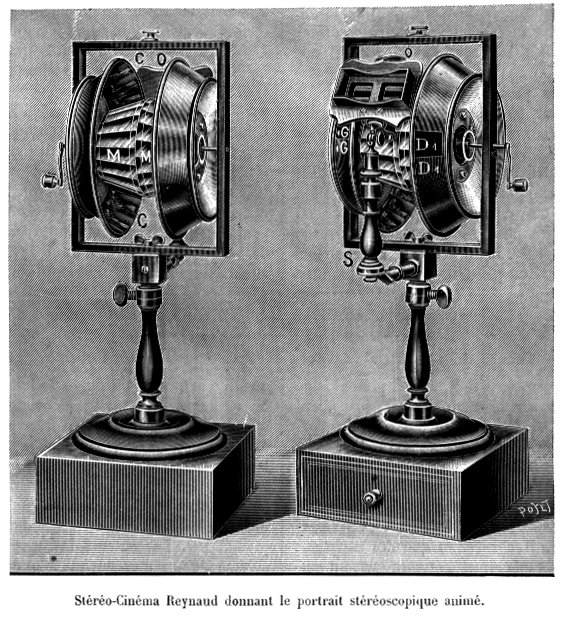
Lo stereo-cinema di Charles-Émile Reynaud

Anche Charles-Émile Reynaud, già inventore del prassinoscopio (evoluto dallo zootropio) e soprattutto del teatro ottico, primo vero e proprio precursore al tempo stesso sia del cinematografo che del cartone animato, poiché presentava proiezioni ad un pubblico di sequenza animate, nel 1907 brevettò un proprio sistema di animazione tridimensionale: lo stereo-cinema. Evoluzione anch'esso del prassinoscopio, presentava infatti due di questi apparecchi posti parallelamente in verticale, accoppiati ad uno stereoscopio, in modo da permettere di visionare brevi sequenze cicliche di foto stereoscopiche. Il dispositivo non ebbe comunque successo e attualmente l'unico esemplare sopravvissuto è esposto al Museo delle Arti e Mestieri di Parigi.
Si può parlare di cinema atto a produrre un effetto di tridimensionalità, già con la celebre locomotiva che avanza verso la cinepresa dei Fratelli Lumière (lo stesso Louis Lumiere negli anni venti produrrà un remake di questo filmato, con sistema 3-D anaglifico), tuttavia il cinema realmente stereoscopico viene sviluppato soprattutto nel periodo tra le due guerre mondiali in film di sperimentazione del sistema anaglifico: il primo film stereoscopico della storia è The Power of Love del 1922.
Il primo periodo di diffusione a livello di massa del cinema 3-D, la cosiddetta "età d'oro" del cinema 3-D, sono gli anni cinquanta: il primo lungometraggio realizzato in questa fase (con cinepresa binoculare e impressione sincronizzata su due rulli di pellicole) è Bwana Devil del 1952. In quel decennio furono girati più di 60 film, tra cui certamente il più celebre è Il mostro della laguna nera del 1954, diretto da Jack Arnold, che utilizzava la più costosa tecnica delle lenti polarizzate, che richiedeva cinema appositamente attrezzati. Il cinema stereoscopico era allora relegato a film di serie B, ma non mancarono tuttavia esempi eclatanti di pellicole mainstream, infatti anche Alfred Hitchcock realizzò un proprio film in 3-D: Delitto perfetto, interpretato da Ray Milland e Grace Kelly.
Dimenticato per un certo periodo, il cinema 3-D ebbe un nuovo periodo di popolarità tra il 1973 e il 1985, periodo durante il quale vennero realizzati altri film stereoscopici, come ad esempio Lo squalo 3, seguito del celebre film di Steven Spielberg.
Nel 1986 viene introdotta la nuova tecnologia IMAX-3D, che utilizza tutte le tecniche disponibili: anaglifo, lenti polarizzate e occhiali LCD, sfruttando due sistemi, a doppio obiettivo, con due rulli di pellicola sincronizzati, o a singolo obiettivo (che può usufruire delle normali sale IMAX), nel qual caso vengono alternate le immagini per l'occhio destro e per l'occhio sinistro.

#### Televisione
I primi esperimenti di televisione stereoscopica vengono realizzati durante gli anni venti da John Logie Baird che li applica alla televisione meccanica attraverso l'uso del disco di Nipkow: i segnali dei due canali, destro e sinistro, venivano trasmessi alternativamente.
Così viene trasmessa, nel 1952 la prima trasmissione ufficiale stereoscopica, convertendo in segnali elettromagnetici film 3-D in bianco e nero. Il sistema utilizzato è quello dell'anaglifia, perciò gli spettatori devono essere dotati di appositi occhiali per poter godere dell'effetto tridimensionale.
Nel 1981 verranno effettuate trasmissioni a colori.
Un altro sistema ampiamente utilizzato per la trasmissione televisiva di immagini stereoscopiche, è l'effetto Pulfrich. Durante gli anni settanta la Rai manda in onda clip pubblicitarie e cartoni animati, che sfruttano questo sistema.

#### Stereogramma a punti casuali
Nel 1959 lo studioso della visione, neuroscienziato e psicologo Bela Julesz e MacArthur Fellow, inventano gli stereogrammi a punti casuali, mentre portano avanti una ricerca ai laboratori Bell sul riconoscimenti di oggetti camuffati dalle foto aeree riprese dagli aerei spia. Al tempo, molti studiosi della visione pensavano che la percezione della profondità si verificasse negli occhi stessi, mentre ora sappiamo trattarsi di un complesso processo neurologico. Julesz utilizzò un computer per creare un paio di immagini a punti casuali che, quando venivano osservate con uno stereoscopio, permettevano al cervello di vedere delle forme tridimensionali. Questo provava che la percezione della profondità è un processo neurologico.

#### Autostereogramma
A metà del XIX secolo David Brewster, che come abbiamo visto è responsabile di aver migliorato lo stereoscopio inventato da Charles Wheatstone, scopre anche l'effetto "carta da parati" (wallpaper effect): egli nota che fissando a lungo gli schemi ripetuti nella carta da parati, il cervello è portato a sovrapporli creando l'illusione che il piano di messa a fuoco si trovi dietro alla superficie reale.
Nel 1979 Christopher Tyler, uno studente di Bela Julesz e della visione psicofisica al Smith-Kettlewell Institute, combina questa teoria con quella dello stereogramma a punti casuali di Julesz, per creare il primo autostereogramma a punti casuali, anche conosciuto con il nome di stereogramma a singola immagine a punti casuali (single-image random-dot stereogram o SIRDS). Questo tipo di autostereogramma permette di visualizzare una forma tridimensionale da una singola immagine bidimensionale senza l'ausilio di alcun dispositivo ottico.

#### Informatica
Nel 1965 lo scienziato e informatico Ivan Sutherland, pioniere della grafica digitale, costruisce il primo head mounted display, un visore stereoscopico che monta due display, uno per ogni occhio, che proiettano le due differenti immagini parallele.
Al primo decennio del XXI secolo, si deve invece la diffusione di monitor autostereoscopici, che utilizzano due tecnologie distinte: la barriera di parallasse e la lenticolare.

### La stereoscopia nel XXI secolo

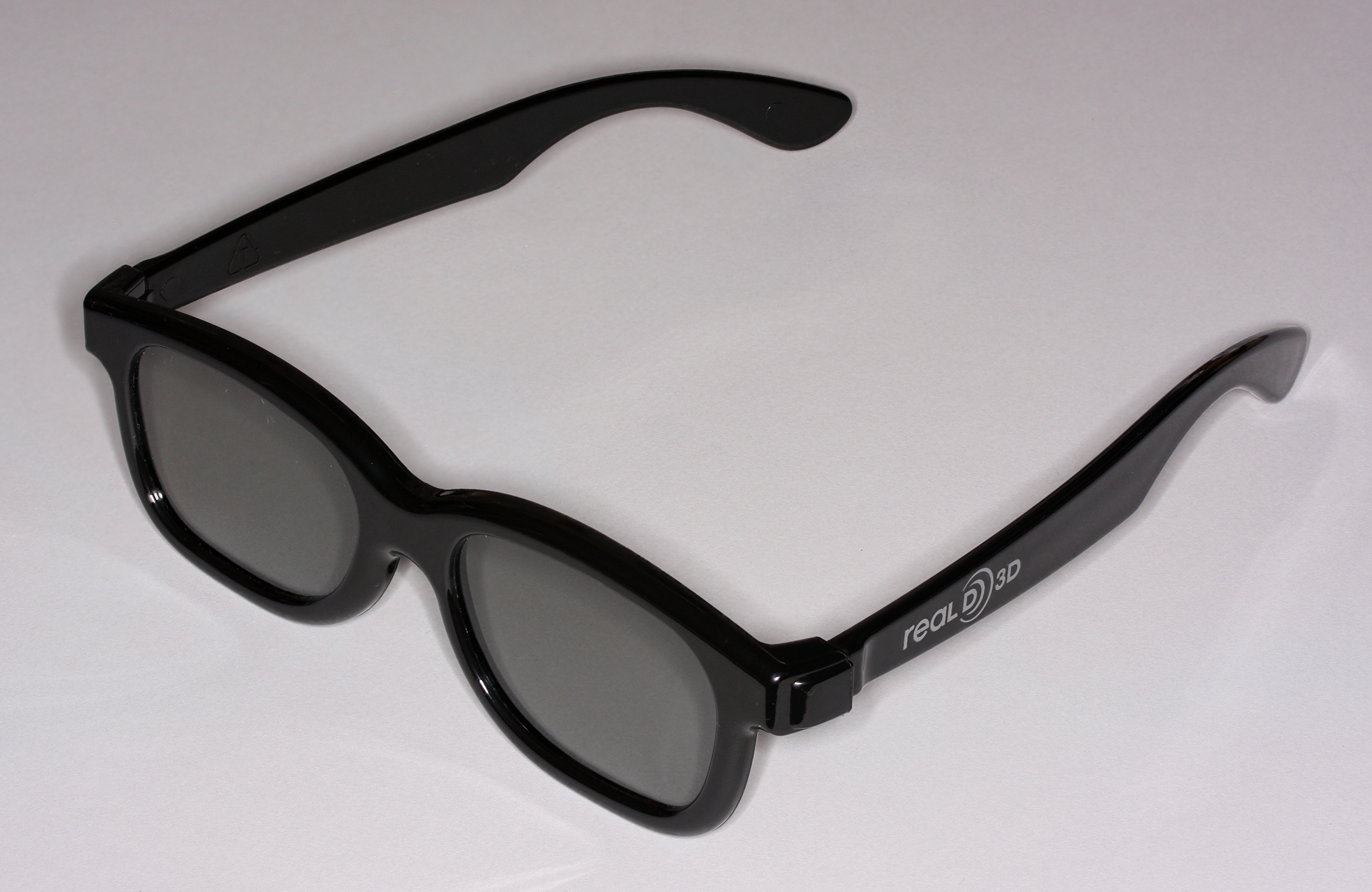
Occhiali RealD a polarizzazione circolare per film 3-D

Agli inizi del XXI secolo è soprattutto grazie a un rinnovato interesse nei confronti del cinema stereoscopico, a partire grossomodo dal 2003, e in seguito alla visione domestica di trasmissioni televisive riprese in 3D, che la stereoscopia torna nuovamente ad essere oggetto di interesse da parte del pubblico. Numerosi sono infatti i film distribuiti in apposite sale cinematografiche che nel primo e nel secondo decennio del 2000 utilizzano classiche tecniche di visione stereoscopica, quali la luce polarizzata o la tecnica a otturatori alternati, che vengono rinnovate e migliorate.

## Percezione

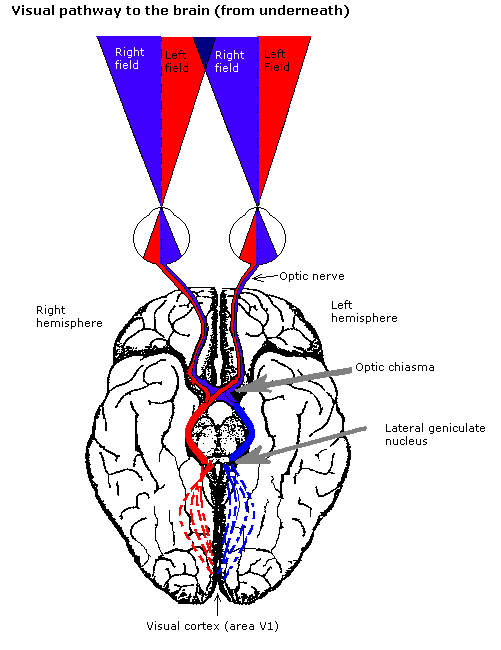
La visione binoculare negli esseri umani

Ciò che permette ai nostri occhi di percepire la realtà a tre dimensioni, è la visione binoculare. Gli occhi vedono lo stesso soggetto da due posizioni differenti (a distanza di circa 6 cm. l'una dall'altra), il cervello unisce queste due immagini ed elabora la profondità.
Semplicemente sovrapponendo le due immagini il cervello può alla fine valutare la distanza degli oggetti percepiti: più un oggetto è scostato nelle due immagini più esso viene percepito come vicino, al contrario, minore lo scostamento, maggiore è la distanza percepita (questo in funzione dello scostamento a destra o a sinistra dal punto di collimazione degli assi interottici).
Per poter riprodurre l'effetto proprio della visione binoculare è perciò necessario creare una illusione: l'illusione stereoscopica, per creare la quale è necessario disporre di due immagini del medesimo soggetto riprese alla stessa distanza ma scostate lateralmente con uno scarto pari alla distanza binoculare (stereoscopia naturale) o ad una maggiore o minore distanza (stereoscopia artificiale).
Le immagini così create dovranno essere poi guardate, tranne nel caso della libera visione stereoscopica o dell'autostereoscopia, con appositi ausili tecnici quali ad esempio possono essere i visori stereoscopici o gli occhiali 3-D.

### Stereoscopia naturale e stereoscopia artificiale
Premesso che per ottenere l'immagine stereoscopica di un oggetto occorre fotografarlo da due punti di vista, quando la distanza tra i due punti di vista ("base di ripresa") è uguale alla distanza interpupillare umana si parla di stereoscopia naturale, altrimenti si parla di stereoscopia artificiale.
Nel caso della stereoscopia naturale si può affermare che il modello ottico viene riprodotto in una scala uguale al rapporto tra la "base di ripresa" e la distanza interpupillare (in pratica con una base maggiore l'oggetto appare più piccolo e viceversa).
La stereoscopia artificiale viene utilizzata in quei casi in cui una normale riproduzione stereoscopica con base di ripresa pari alla distanza interpupillare non sia sufficientemente adatta a riprodurre in rilievo l'oggetto ripreso, cioè nel caso di ripresa di soggetti posti a grandi distanze rispetto al punto di ripresa e che, se fotografati con una base di ripresa normale, cioè pari alla distanza interpupillare, non permetterebbero di ottenere alcun effetto di rilievo, o nel caso di soggetti microscopici, che è impossibile riprendere a una distanza di 6,5 cm.
Ad esempio nel caso si riprendano immagini astronomiche o in fotogrammetria (dove si utilizza un rapporto base/distanza compreso tra 1/5 ed 1/20), la distanza deve essere notevolmente aumentata, mentre nel caso si debbano fotografare delle molecole, la distanza tra i due punti di ripresa non deve essere che di qualche ångström.
Altre fonti identificano invece la stereoscopia naturale con la comune visione binoculare umana, mentre la stereoscopia artificiale con qualsiasi tecnica di creazione di una immagine stereoscopica, rendendola quindi un sinonimo della stereoscopia stessa.

### Ortostereoscopia
Per ortostereoscopia si intende un tipo di stereoscopia che riguarda la realizzazione di un effetto tridimensionale che non stanca il sistema visivo umano e che si accosta in modo sostanziale alla percezione umana dello spazio tridimensionale.
Pertanto si definisce ortostereoscopica l'immagine stereoscopica che, nella riproduzione, mantiene lo stesso campo visivo della ripresa. Spesso, infatti, il campo visivo dell'immagine osservata attraverso uno stereoscopio è notevolmente ridotto.

## Creazione dell'immagine stereoscopica
Esistono diversi sistemi per realizzare immagini stereoscopiche, in quasi tutti i casi occorrono sempre due immagini da unire con varie tecniche. Le doppie immagini stereoscopiche, o stereogrammi, possono essere create riprendendo la realtà con un apparecchio ottico (fotocamera, per le immagini fisse, cinepresa o videocamera, per le immagini in movimento), analogici o digitali, oppure disegnandole a mano o generandole al computer.
I primi stereogrammi, utilizzati da Charles Wheatstone per illustrare la visione binoculare attraverso il suo stereoscopio a specchi, riproducono semplici immagini geometriche tridimensionali, e furono infatti disegnati a mano. E così avvenne per le immagini stereoscopiche utilizzate dallo stereofantascopio.
Con la nascita della fotografia, sempre su interessamento da parte di Wheatstone, si vennero a utilizzare apparecchi fotografici per la creazione di fotografie stereoscopiche o stereofotografie. Il cinema tridimensionale portò la nuova esigenza di riprendere immagini in movimento tridimensionali: per un lungo periodo si utilizzarono due cineprese affiancate, con gli ovvi problemi di peso e ingombro nei movimenti di camera e nei primi piani (a questo proposito come esempio vanno ricordati i titoli di testa di Delitto perfetto di Alfred Hitchcock, con la ripresa di un dito che componeva il numero sulla tastiera di un telefono, realizzata, per questo scopo, creando un telefono e un "dito" di proporzioni ingrandite). All'inizio del XXI secolo vengono infine elaborate le prime videocamere per riprese stereoscopiche digitali, utilizzate sia nel cinema che in televisione, con doppio obiettivo affiancato.
Per la realizzazione di autostereogrammi, videogiochi, film 3D in animazione digitale, si utilizzano infine appositi programmi per computer.

### Ripresa
Un'immagine stereoscopica può essere creata utilizzando svariate tecniche di ripresa, solitamente utilizzando una fotocamera, cinepresa o videocamera stereoscopica con doppio obiettivo, oppure affiancando due fotocamere tradizionali o slittando lateralmente una singola fotocamera a obiettivo singolo, realizzando due riprese separate.

#### Fotocamera stereoscopica

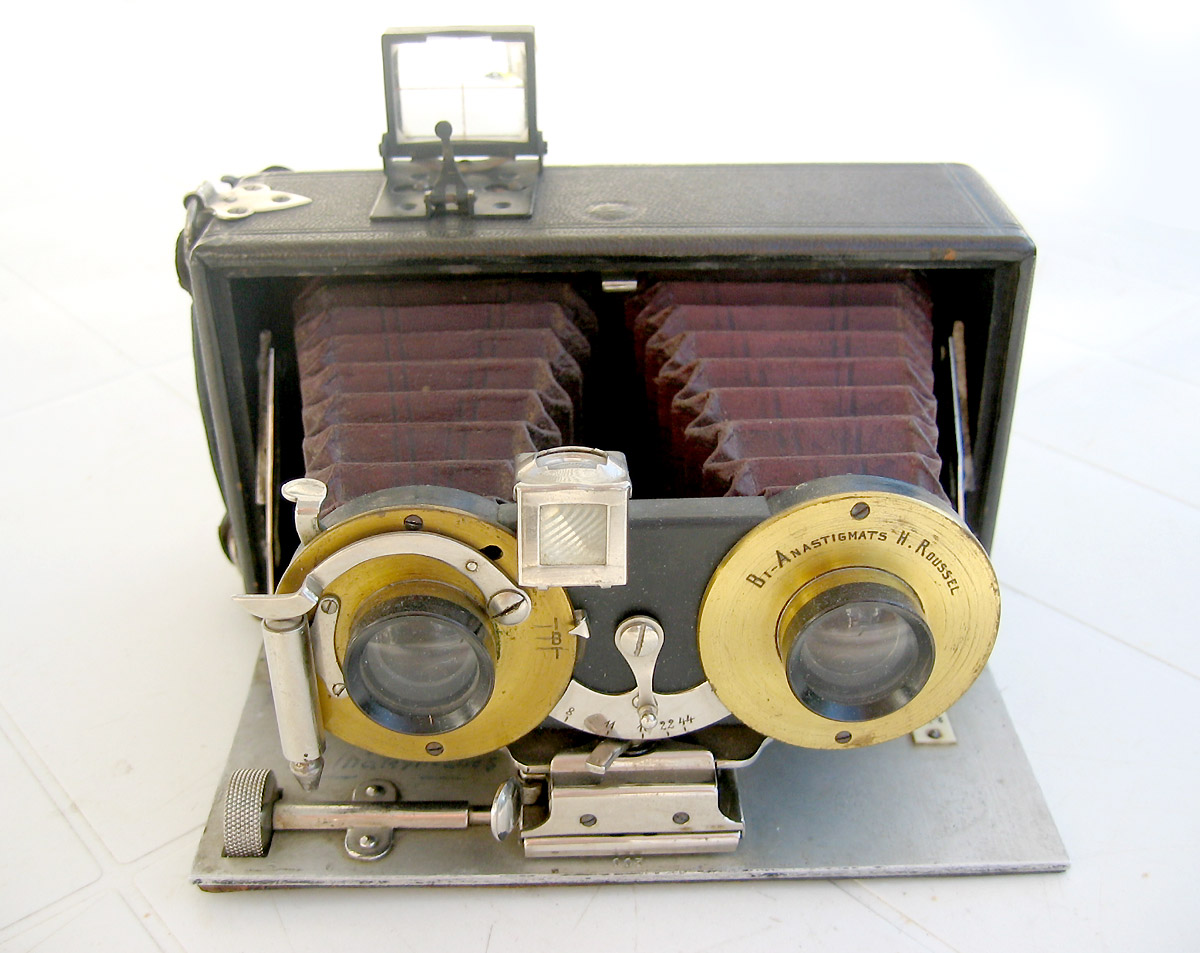
Fotocamera binoculare francese Le Rêve del 1904

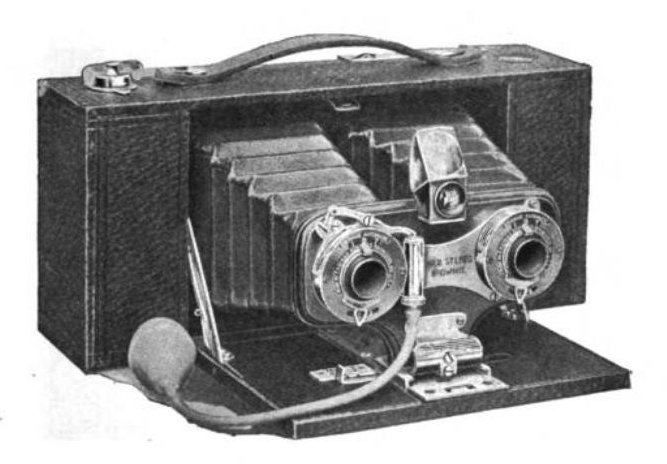
Fotocamera binoculare Kodak "Box Brownie" del 1905

La fotocamera stereoscopica è una fotocamera dotata di due obiettivi, posti tra loro alla stessa distanza degli occhi umani, 6 cm. circa, e che proiettano sul piano della messa a fuoco due immagini, permettendo alla pellicola fotografica di impressionare contemporaneamente due diverse immagini. Utilizza normalmente il formato 60 mm, oppure 35mm, ma può essere utilizzata anche pellicola 70mm e, specie i modelli più antichi, pellicola piana.
Molte sono le case produttrici di apparecchi ottici che hanno realizzato prodotti destinati alla ripresa di immagini fotografiche digitali. Tra queste il sistema Stereo Realist, che permetteva di produrre diapositive a colori stereoscopiche, ha avuto ampia diffusione soprattutto durante gli anni cinquanta e sessanta del XX secolo, con la conseguenza di veder sorgere svariati laboratori di sviluppo, mentre molte sono le ditte che hanno realizzato telaietti per montare le diapositive, in cartoncino fustellato o plastica, e visori destinati alla visione delle diapositive.
Per quanto concerne la fotografia digitale la Fujifilm ha messo a punto negli ultimi anni del primo decennio del XXI secolo, un sistema digitale composto di fotocamera digitale a due obiettivi, cornice digitale touch screen autostereoscopica e carta lenticolare per stampa fotografica.

#### Fotocamere a obiettivo singolo accoppiate
Alcuni fotografi, tra i quali William Gruber, l'inventore del View-Master, preferiscono fare ricorso a due fotocamere tradizionali, specialmente reflex, accoppiate, al fine di ottenere una migliore qualità (messa a fuoco e definizione) dell'immagine.
In questo caso le fotocamere vengono sincronizzate per scattare perfettamente all'unisono. Per le fotocamere tradizionali si ricorre ad un doppio cavetto flessibile per far scattare gli otturatori di entrambe le fotocamere nel medesimo istante, mentre per le fotocamere digitali devono essere effettuati interventi a livello hardware.

#### Doppia ripresa con fotocamera a obiettivo singolo
Altri fotografi realizzano immagini stereoscopiche utilizzando una sola fotocamera a obiettivo singolo, scattando due immagini in tempi diversi e facendo scivolare la fotocamera lateralmente di circa 6,5 cm tra il primo e il secondo scatto.
Questa tecnica veniva sovente utilizzata dai fotografi ottocenteschi che realizzavano immagini stereoscopiche di paesaggi. È infatti possibile realizzare tali immagini solamente per soggetti "fissi", dal momento che il soggetto, se in movimento, deve essere ripreso nello stesso istante.
Nelle immagini ottocentesche non è infrequente, l'esagerazione dell'effetto stereoscopico, ottenuto attraverso l'aumento della distanza dello slittamento tra i due scatti separati, ben oltre la distanza pupillare. Effetto sfruttato inizialmente dalle immagini di Charles Wheatstone per le prime immagini realizzate per il suo stereoscopio a specchi.

## Sistemi stereoscopici
Esistono diversi sistemi stereoscopici, che vanno dal semplice guardare un'immagine a occhio nudo fino a complessi sistemi di visione 3-D digitali.

### Libera visione stereoscopica

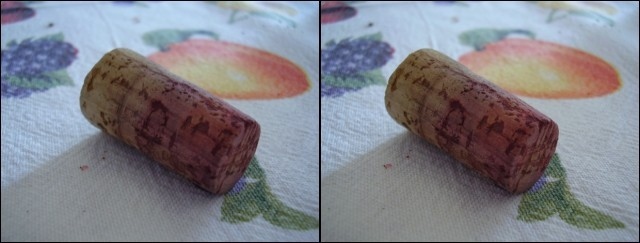
Immagine affiancata da guardare ad occhio nudo (convergenza oltre il piano di messa a fuoco reale).

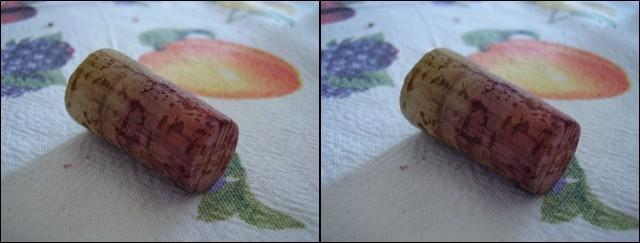
Immagine affiancata da guardare ad occhio nudo (convergenza al di qua del piano di messa a fuoco reale).

La libera visione stereoscopica è una tecnica di visione stereoscopica che consiste nell'osservare direttamente le immagini parallele ad occhio nudo, senza l'ausilio di alcuno strumento ottico, quali stereoscopio, occhiali anaglifici, occhiali a lenti polarizzate, ecc.
È una tecnica di visione più difficile, dato che non a tutti è data la capacità di far convergere le due immagini in una unica tridimensionale.
Per realizzarla occorre posizionare le due immagini affiancate, stampate o elettroniche, ad una opportuna distanza dall'occhio (variabile da persona a persona), divergendo gli occhi (o convergendoli se le due immagini sono stampate incrociate), fino a vederle letteralmente "fondere" in un'unica immagine che dà una illusione di profondità.
Utilizzando le immagini stereoscopiche create per lo stereoscopio, su stampa fotografica o tipografica, è opportuno allontanare le immagini dagli occhi. L'effetto è più facilmente ottenibile con immagini semplici, che riproducono forme geometriche, come i disegni di Charles Wheatstone.
Per quanto riguarda invece le immagini digitali, è conveniente provare con immagini di piccole dimensioni, per esempio 320x240 pixel: sarà più semplice apprendere e applicare la tecnica. Poi di volta in volta si potrà provare ad aumentare la dimensione fino a raggiungere il proprio limite.

### Stereoscopio

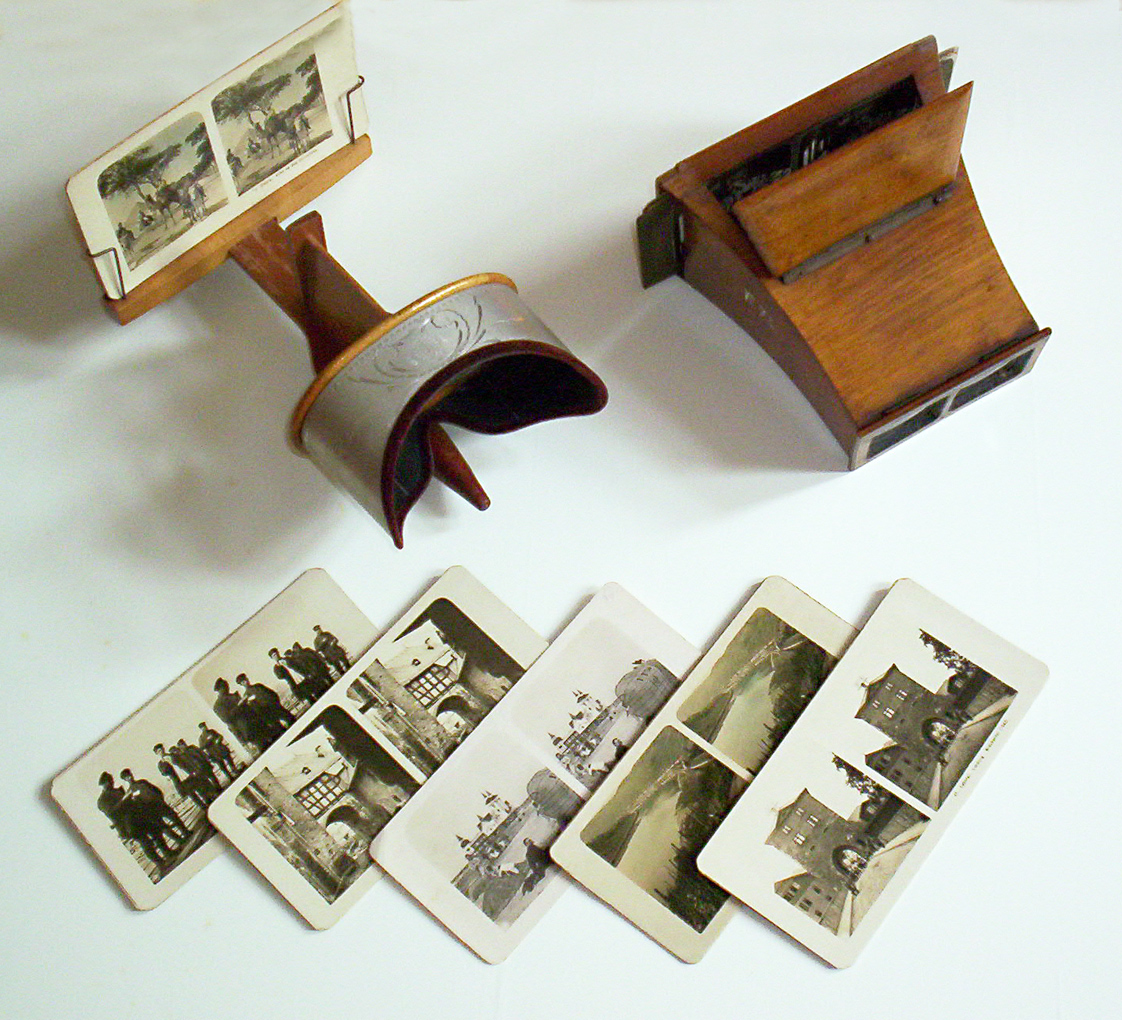
Due stereoscopi ottocenteschi, di tipo Holmes e di tipo Brewster

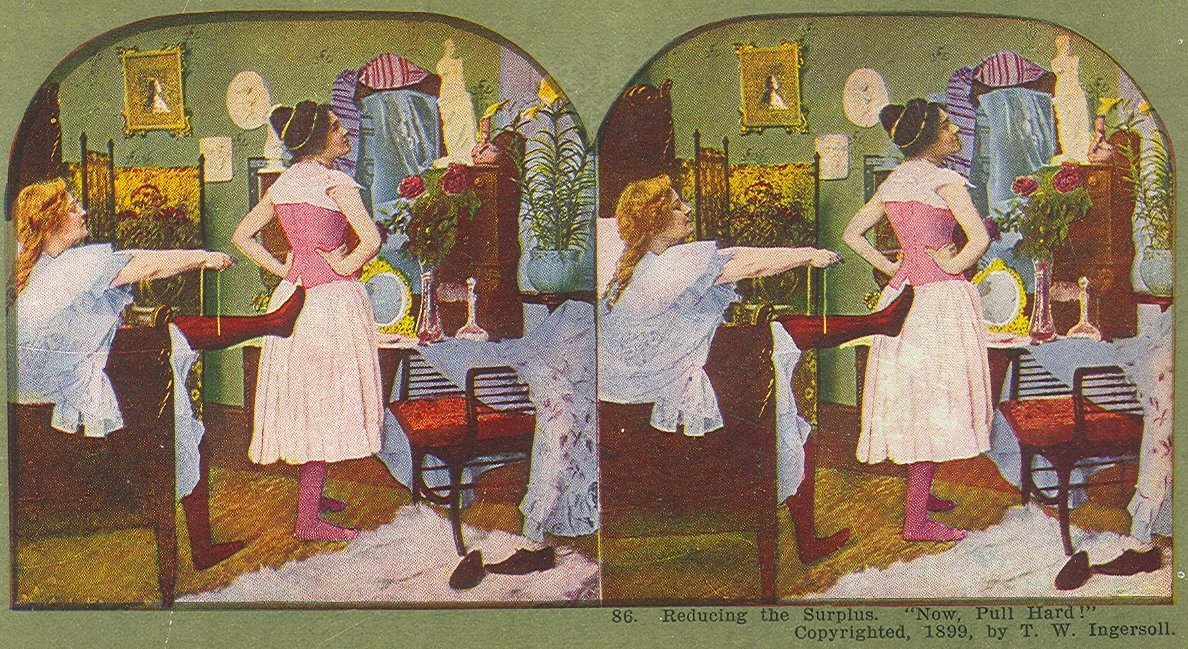
Coppia di fotografie colorate a mano per stereoscopio

Lo stereoscopio è una sorta di "mascherina" o "binocolino" dotato di un paio di lenti, con un rapporto di ingrandimento più o meno grande, che permette ad ognuno dei due occhi di vedere soltanto l'immagine ad esso destinata.
Usufruendo di una coppia di stampe fotografiche su cartoncino, stampe su vetro o pellicola fotografica diapositiva.
Lo stereoscopio a specchi, il primo inventato da Charles Wheatstone, è costruito con due specchi inclinati a 45° rispetto all'osservatore. Ogni specchio riflette una delle due immagini che compongono la coppia stereoscopica, poste lateralmente. Questo stereoscopio, poco pratico, fu presto sostituito da quello di David Brewster, rimanendo tuttavia in uso anche ai nostri giorni come strumento di osservazione per la fotogrammetria.
Lo stereoscopio classico, ampiamente diffuso durante l'Ottocento, usufruisce di una coppia di stampe fotografiche illuminate per luce riflessa. Successive varianti di questo stereoscopio utilizzavano immagini stampate su carta più sottile o vetrini su cui veniva stesa l'emulsione fotografica, spesso colorate a mano in una fase successiva, che venivano retroilluminate.
Fanno parte dello stereoscopio ottocentesco anche gli esperimenti di sequenze animate tridimensionali, quali lo stereofantascopio di Wheatstone e Dubosq, e lo stereo-cinema di Reynaud, che utilizzano lo stereoscopio per visualizzare brevi sequenze cicliche di immagini stereoscopiche, conferendo al contempo l'illusione di movimento e tridimensionalità.
Questo tipo di stereoscopio è tuttavia ampiamente sorpassato, poiché il sistema a luce riflessa e la stampa su carta, sono stati sostituiti dal sistema a retroilluminazione che usufruisce di diapositive e che fornisce una maggiore illusione di tridimensionalità.
Questo sistema è utilizzato nei moderni visori View-Master e derivati, nel Tru-Vue e derivati, e nella maggior parte degli altri stereoscopi del Novecento, quali ad esempio i francesi Stéréoscope Lestrade e Stéréoclic Brugière, che utilizzano come supporto diapositiva fotografica a colori o in bianco e nero.
Con l'avvento della fotografia digitale, e la realizzazione di immagini stereoscopiche digitali, si è infine resa necessaria l'adozione di un sistema di visione delle immagini che permetta di osservare le stesse senza ulteriori passaggi (ad esempio stampa su carta). Ciò ha portato alla produzione di stereoscopi digitali per l'osservazione delle immagini riprese con una fotocamera stereoscopica digitale.

### Anaglifo

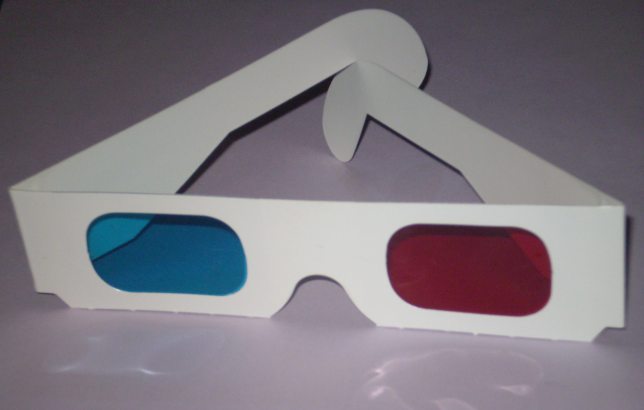
Occhiali per visualizzare gli anaglifi

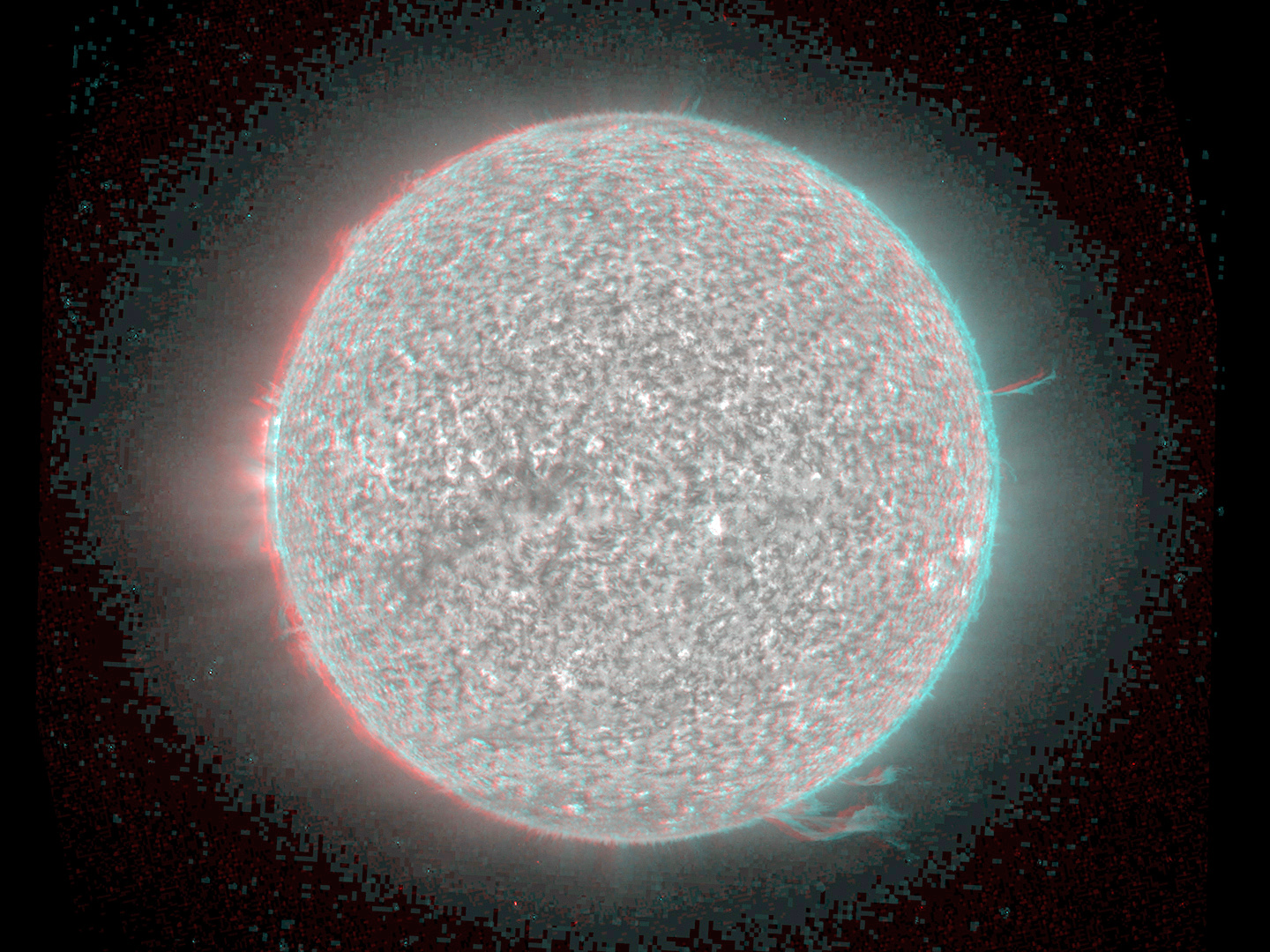
Immagine anaglifica del Sole ripresa da satellite

L'anaglifo è composto da due immagini stereoscopiche monocromatiche, ognuna composta con una dominante di un colore differente e stampate sovrapposte sul medesimo supporto.
Le immagini devono essere osservate con dei filtri in modo tale che ognuno dei due occhi possa osservare solamente l'immagine ad esso destinata, i filtri sono normalmente montati su degli occhialini di cartone, aventi le lenti di colori diversi.
I colori utilizzati sono il rosso, il verde, il blu e i loro colori complementari: ciano, magenta e giallo. Le coppie di colori devono essere scelte con il vincolo che uno stesso colore, dal punto di vista della mescolanza additiva, non sia presente su entrambe le immagini (ad esempio, rosso e magenta non possono essere accoppiati).
Lo standard de facto è la coppia rosso a sinistra e ciano a destra, benché anche le altre combinazioni siano talvolta utilizzate.
L'immagine dell'anaglifo è composta da due immagini filtrate attraverso filtri colorati. L'immagine con la prima dominante verrà vista attraverso la lente dello stesso colore mentre non verrà vista attraverso l'altra lente e viceversa. In tal modo ogni occhio vedrà la sua immagine che poi il cervello elaborerà e ricreando l'illusione di tridimensionalità.
Attualmente è facilmente possibile creare un anaglifo partendo da una coppia di immagini stereoscopiche, utilizzando appositi programmi per computer.
Gli occhiali per anaglifo sono facilmente reperibili ed economici. L'effetto stereoscopico non è dei più soddisfacenti, poiché l'immagine risulta poco luminosa. Altro deficit di questo sistema è l'impossibilità di usufruire di immagini a colori, poiché la resa di molti colori è quasi impercettibile.
Questo sistema è utilizzato nel cinema tridimensionale soprattutto durante gli anni sessanta, poiché permette di proiettare sullo schermo la pellicola 3-D usufruendo di una singola pellicola e di un comune proiettore singolo (altri sistemi necessitano di una coppia di proiettori sincronizzati o di particolari proiettori singoli che alternano l'immagine destinata al canale destro a quella destinata al canale sinistro), quindi potendo sfruttare una comune sala cinematografica.
Attualmente l'anaglifo è molto sfruttato per le immagini digitali 3-D destinate alla visualizzazione attraverso monitor per PC e nel mercato dell'home video, poiché permette la visione di film 3-D con un comune televisore casalingo.

### Luce polarizzata

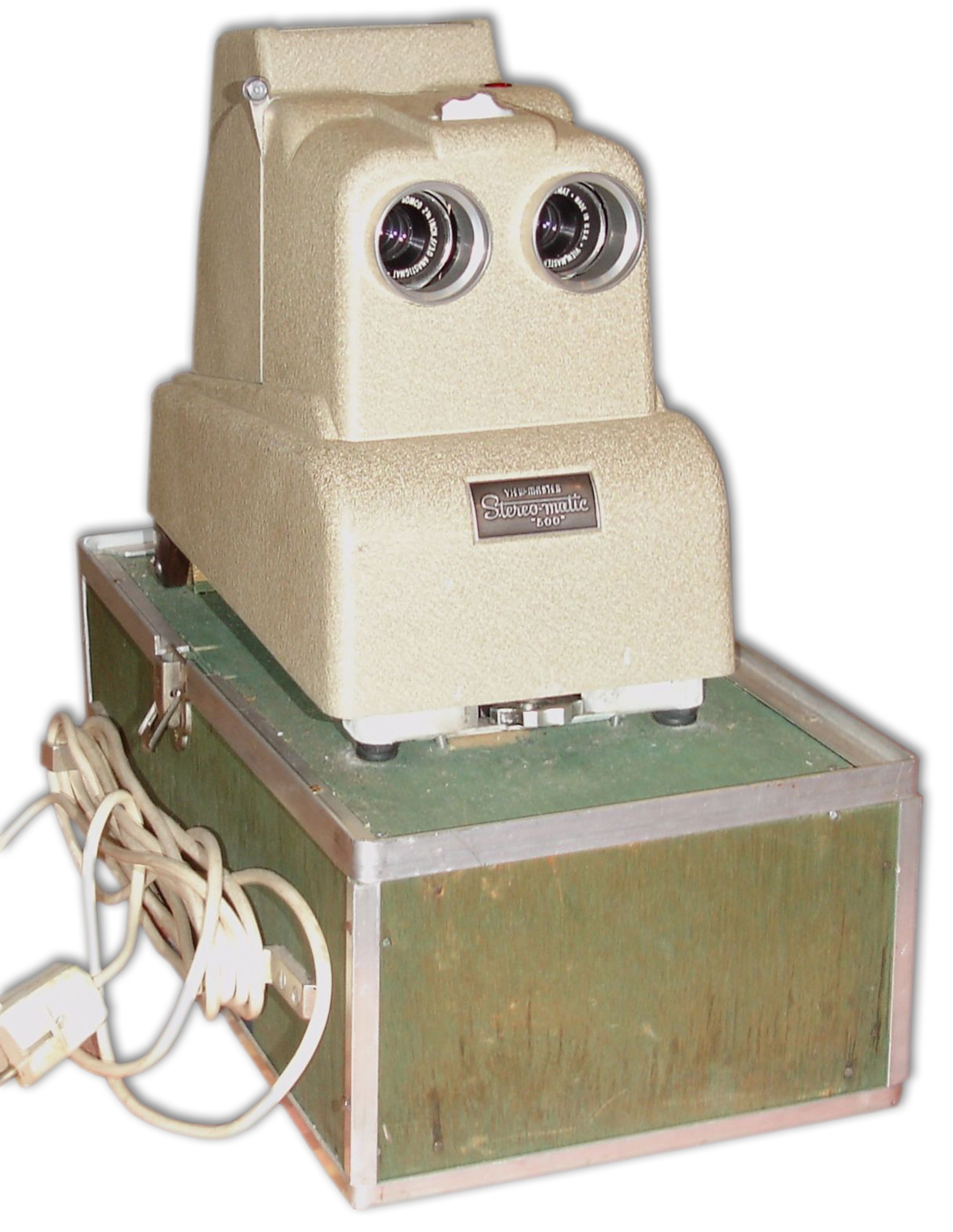
Proiettore View-Master con lenti polarizzate

Questo sistema complesso, sfruttato nel cinema e per la proiezione di diapositive (il sistema View-Master Personal usufruisce di questo sistema), utilizza un doppio proiettore le cui lenti sono dotate di filtri polarizzatori, orientati ortogonalmente uno rispetto all'altro, così da proiettare due immagini polarizzate in modo differente l'una dall'altra.
Lo spettatore viene dotato di un paio di occhiali montanti anch'essi due lenti polarizzate, in modo tale che ogni occhio visualizzi solamente l'immagine ad esso destinata.
Questo sistema necessita di un apposito proiettore, di uno speciale schermo e di occhiali specifici, e pertanto risulta più costoso di un sistema anaglifo, tuttavia il risultato è di gran lunga superiore, permettendo una resa ottimale di immagini a colori (cosa pressoché impossibile con gli anaglifi) oltre a una maggiore luminosità e sensazione di profondità.
Tale tecnica, che prevede l'uso di due proiettori è stata superata dal sistema RealD, che prevede l'uso di una pellicola che scorre a velocità doppia, e su cui si alternano i fotogrammi relativi a occhio destro e occhio sinistro, proiettati mediante un apposito otturatore.
La visione tridimensionale si attua con gli stessi occhiali a lenti polarizzate. Tale sistema è quello usato nel RealD 3D, e divenuto famoso nel 2009 grazie al successo di botteghino del film L'era glaciale 3 - L'alba dei dinosauri.

### Effetto Pulfrich
Utilizzato esclusivamente per la produzione di programmi televisivi, l'effetto Pulfrich deve il suo nome al fisico tedesco Carl Pulfrich che illustra il fenomeno nel 1922.
È un'illusione ottica che si manifesta solo se l'immagine che raggiunge un occhio è meno luminosa rispetto a quella che raggiunge l'altro, fornendo così una minore stimolazione retinica. Ciò causa una illusione di tridimensionalità al centro dell'immagine rispetto ai suoi lati, ma solamente nel caso di immagini in movimento laterale: non vi è alcun effetto tridimensionale con immagini stazionarie.
L'effetto Pulfrich si ottiene diminuendo leggermente la luce che raggiunge uno degli occhi con appositi occhialini o anche semplicemente anteponendo ad uno dei due occhi la lente polarizzata di un paio di occhiali da sole.
L'effetto Pulfrich è stato sfruttato dalla televisione italiana per la trasmissione dell'anime Remi - Le sue avventure nel 1979.

### Stereogramma a punti casuali
Inventato nel 1959 da Bela Julesz, è uno stereogramma parallelo, creato al computer, composto da due immagini contenenti il medesimo pattern di punti casuali, in cui una delle due immagini presenta una zona raffigurante un qualsiasi disegno, dove questo pattern è stato leggermente spostato. Visualizzando l'immagine attraverso uno stereoscopio o a occhio nudo con la tecnica detta wall-eyed, il disegno verrà visualizzato tridimensionale.

### Autostereogramma

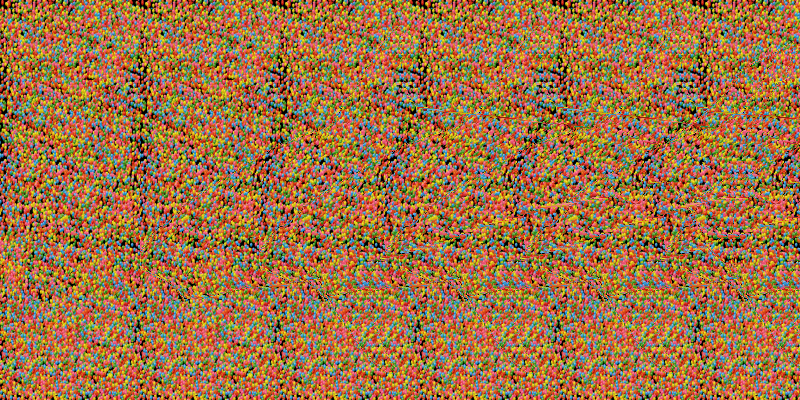
Autostereogramma la cui illusione ottica permette di vedere uno squalo 3-D

L'autostereogramma, comunemente detto anche stereogramma, è un'illusione ottica, atta a creare una immagine tridimensionale da una immagine piana bidimensionale, senza utilizzare alcuno strumento ottico, ma usufruendo della visione a occhio nudo.
Questo tipo di immagine, creata attraverso appositi programmi per computer, unisce una texture a una singola immagine digitale tridimensionale (a differenza della stereoscopia tradizionale che utilizza due immagini) e la cui lontananza dal soggetto che la guarda è rappresentata attraverso varie gradazioni di grigio definite da una depth map (letteralmente "mappa di profondità" o "mappa delle altezze").
L'illusione di profondità si ha mettendo a fuoco oltre l'immagine (divergenza) o davanti all'immagine (convergenza), cosicché i due metodi prendono il nome di wall-eyed e di cross-eyed.
L'autostereogramma è dunque uno strumento digitale solamente per quanto riguarda la realizzazione, ma nella visione richiede una tecnica completamente analogica, qual è infatti la "libera visione stereoscopica".

### Oscuramento alternato oshutter glasses

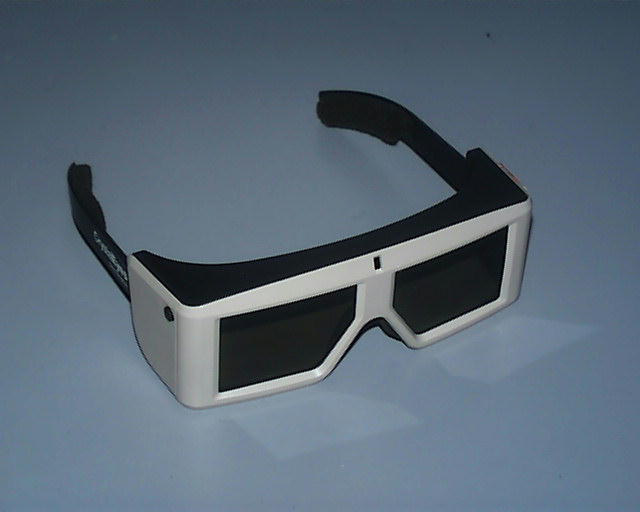
Occhiali a cristalli liquidi

Il sistema che prevede l'oscuramento alternato degli occhi, per consentire la visione del singolo fotogramma destinato all'occhio corretto, viene inventato da Laurens Hammond e William F. Cassidy nel 1922, e brevettato con il nome di Teleview. Il sistema prevede un paio di occhialini che vengono controllati e oscurati alternativamente da un sistema meccanico.
Questo tipo di sistema verrà recuperato alla fine del XX secolo e applicato a un sistema elettronico digitale che usufruisce di occhiali 3D elettronici con lenti a cristalli liquidi, viene coordinato da un processore e può essere utilizzato sia per la proiezione di film 3-D in sala, che per la visione casalinga di immagini tridimensionali elettroniche attraverso televisori, computer, console e lettori DVD appositi.
Un processore, tramite un software apposito, trasmette al proiettore o al display alternativamente l'immagine destinata all'occhio destro e quella destinata all'occhio sinistro. La sequenza di immagini ha una frequenza più elevata di quella utilizzata nei display LCD per la visione 2D: negli Stati Uniti viene utilizzata la frequenza di 120 Hz, mentre nei paesi europei di 100 Hz. Questo perché la frequenza della luce artificiale ambientale (rispettivamente di 60 e di 50 Hz) non interferisca con l'effetto.
Gli occhiali sono dotati di due lenti costituite da un piccolo schermo a cristalli liquidi, che, sincronizzate dal processore, alla stessa frequenza del display oscurano prima un occhio e poi l'altro, in questo modo quando sullo schermo compare l'immagine destinata all'occhio sinistro, viene oscurata la lente destra e viceversa. A una frequenza così elevata le due immagini vengono osservate come contemporanee, il cervello le elabora formando l'immagine tridimensionale.
Nel 1997 la Woobo Electronics Co. Ltd immette sul mercato del Personal Computer il primo paio di occhiali elettronici LCD denominato "CyberBoy" con alcuni videogiochi in realtà virtuale, in grado di permettere la visione stereoscopica con qualsiasi PC dotato di un semplice processore Intel 486 e con appena 4 MB di Ram.
L'effetto ottenuto coinvolge l'utilizzatore, ma produce anche un certo affaticamento a chi indossa gli occhiali che può portare, specialmente le prime volte, ad una sensazione di nausea e vertigine. Il fenomeno sembra dovuto ad un'errata interpretazione della realtà del cervello, che percepisce la scena tridimensionale come reale, ma non riceve dagli altri sensi (tipicamente dal senso dell'equilibrio) nessun altro stimolo collegato all'esperienza.
L'attuale sistema a oscuramento alternato diffuso nelle sale cinematografiche e che sta prendendo piede anche nel mercato dell'home video è il sistema XpanD con oltre mille sale che utilizzano questa tecnologia.

### Visore digitale LCD

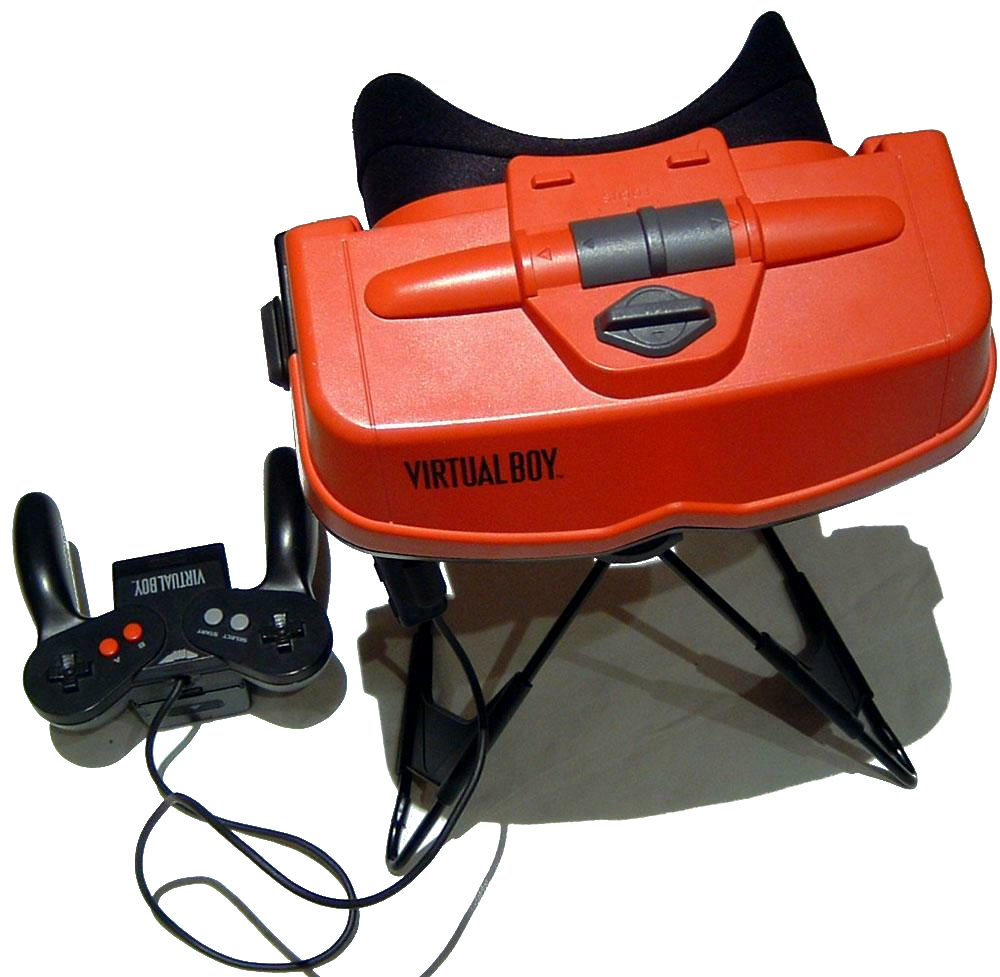
Il sistema stereoscopico Nintendo Virtual Boy

Il visore digitale LCD è un dispositivo elettronico composto da due piccoli schermi LCD e da apposite lenti, posizionate davanti agli occhi a una ridotta distanza, atte a ingrandire e mettere a fuoco i due piccoli monitor destinati a proiettare le immagini.
Si tratta a tutti gli effetti di uno stereoscopio digitale, che utilizza, al posto di un supporto statico (stereogramma o diapositiva), un supporto dinamico rappresentato dai monitor LCD. Rispetto al sistema anaglifico o al sistema a filtri a polarizzazione lineare o circolare, permette una maggiore luminosità e nitidezza dell'immagine.
I monitor LCD destinati a questo visore possono utilizzare un sistema di immagini interlacciate, su un unico monitor, o affiancate, su due monitor paralleli.
Il sistema è stato commercializzato dalla Nintendo tra il 1994 e il 1995 attraverso il sistema Nintendo Virtual Boy, che ha però riscosso scarso successo.

### Autostereoscopia

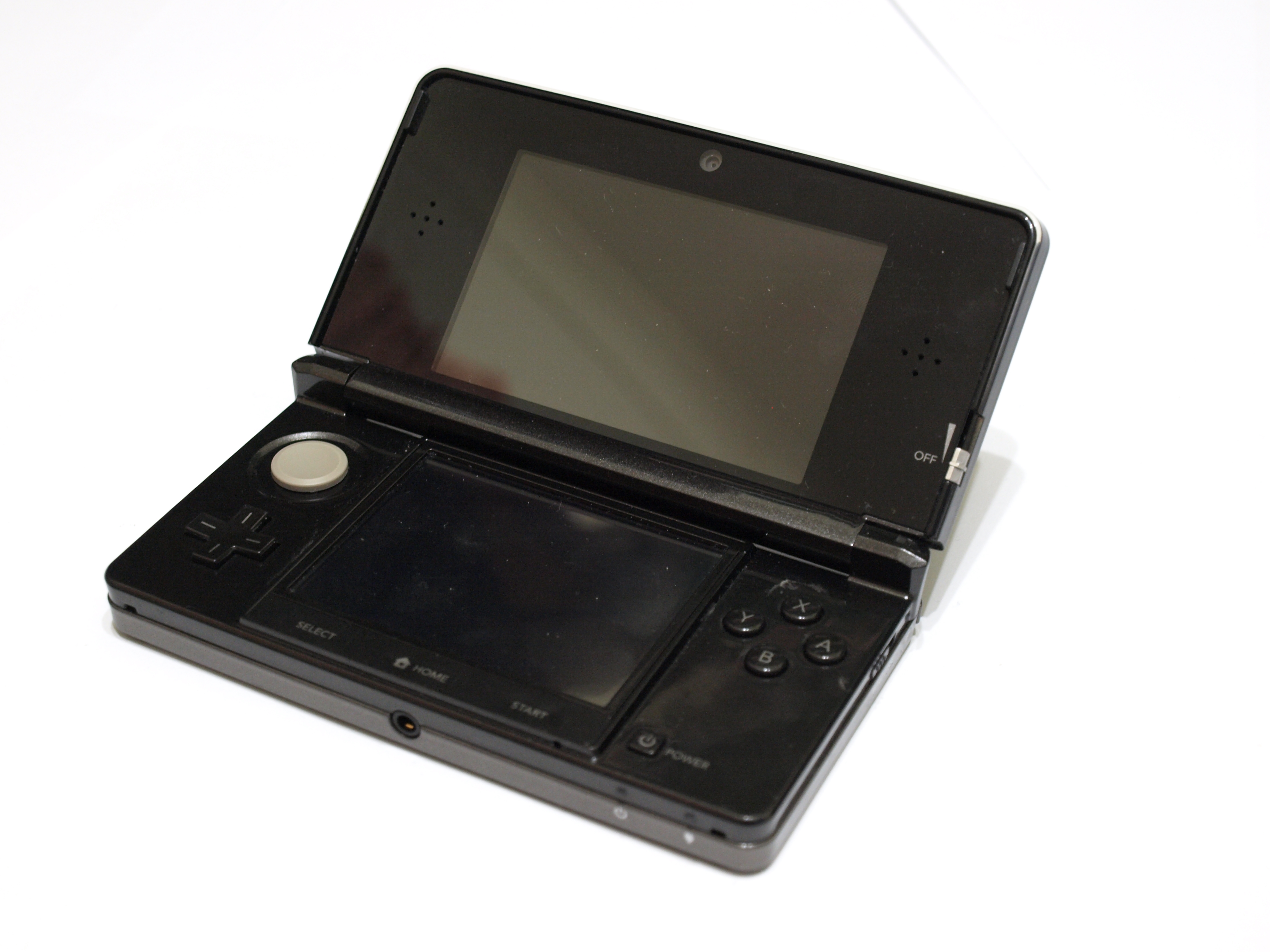
Il sistema autostereoscopico Nintendo 3DS

Nel sistema autostereoscopico, a differenza della stereoscopia classica, l'immagine tridimensionale può essere osservata in rilievo senza richiedere l'uso di altri dispositivi, quali possono essere lo stereoscopio o gli occhiali, poiché il supporto (stampa su carta o monitor) è munito di una tecnologia apposita (ad es. il sistema lenticolare) che provvede già da sé a nascondere ad ogni occhio l'immagine destinata all'altro.
Esistono molteplici sistemi autostereoscopici:
- Reti lineari e lenticolari: il sistema, inventato nel 1908 da Gabriel Lippmann, è costituito da una rete di lenti che indirizzano a ciascun occhio una combinazione di immagini riprese da più punti di vista. L'immagine così osservata viene ricostruita dal cervello formando un'unica immagine tridimensionale.
- Barriera di parallasse: utilizzata nel video, il suo principio è essenzialmente lo stesso dell'autostereoscopia a rete lenticolare, al cui posto un filtro (la barriera) distribuisce in alternanza i punti di vista destinati all'uno o all'altro occhio. Questa tecnologia è applicata a monitor LCD, in modo tale da permettere una visione stereoscopica senza l'ausilio di apparati esterni come occhialini o visori.
- Autostereoscopia a illuminazione
- Olografia: tecnologia di memorizzazione di una informazione ottica sotto forma di un finissimo intreccio di frange di interferenza con impiego di luce coerente (sia spazialmente sia temporalmente) laser. Teorizzata dallo scienziato ungherese Dennis Gabor che realizzò semplici ologrammi utilizzando la luce "verde" dello spettrogramma di una lampada a vapori di mercurio, non ebbe applicazioni significative fino all'introduzione del laser negli anni sessanta, quando iniziò lo sviluppo di varie tecniche di registrazione olografica grazie ai contributi di Emmett Leith e Juris Upatnieks, Yuri Denisyuk, George Stroke e altri.
- Immagini proiettate nello spazio
- Fotostereosintesi

## Applicazioni
La stereoscopia trova applicazione in moltissimi campi, che vanno dal semplice svago al compendio negli studi scientifici. Di seguito vengono riassunti brevemente i media che, nei quasi due secoli di storia, hanno saputo sfruttare gli svariati sistemi stereoscopici.

### Intrattenimento

#### Fotografia
La più antica applicazione che è stata fatta della stereoscopia riguarda immagini fotografiche statiche, su svariati supporti, dalla stampa fotografica fino alle più recenti immagini digitali. La visione migliore di fotografie stereoscopiche avviene senz'altro utilizzando come supporto la diapositiva a colori, traguardata con appositi visori. Attraverso la proiezione di diapositive viene utilizzato anche il sistema a luce polarizzata, mentre per le immagini digitali è invece diffusissimo l'anaglifo.

#### Libri
Nel campo editoriale è possibile trovare applicazioni pratiche della stereoscopia. Libri illustrati con immagini 3D possono utilizzare le tecniche della libera visione stereoscopica, della stereoscopia con specchio riflesso o dell'anaglifo. Non vanno poi dimenticati i libri scientifici corredati di immagini stereoscopiche come avvenuto negli anni '60, quando si è fatto ampio uso di dischetti View-Master per illustrare il corpo umano o altri campi della ricerca. Mentre durante gli anni novanta grande diffusione hanno avuto i libri di autostereogrammi.

#### Cinema
Il cinema, dopo i primi esperimenti (Stereo-cinema, Stereofantascopio), ha avuto varie fasi di interesse nei confronti della stereoscopia, sviluppando fin dai primi anni del XX secolo vari sistemi di visione 3-D in movimento. La cinematografia stereoscopica si è avvalsa dell'anaglifo, degli occhiali con lenti polarizzate, degli occhiali con otturatori alternati (meccanici e, con il secondo revival del cinema 3-D, digitali) e delle reti lenticolari.

#### Televisione
Per la trasmissione televisiva, il sistema sfruttato fino all'avvento della televisione digitale ad alta definizione con canali tematici dedicati alla trasmissione di programmi in 3-D, è stato quasi esclusivamente quello dell'effetto Pulfrich, poiché l'unico in grado di fornire, a chi non usufruisce di supporti ottici adeguati, una normale visione bidimensionale.
Nel 2008 sono stati messi in commercio i primi monitor televisivi autostereoscopici, che utilizzano display con barriera di parallasse o un sistema lenticolare. Questi televisori sono atti a riprodurre filmati tridimensionali da supporto digitale, DVD o Blu-ray Disc, o trasmissioni digitali stereoscopiche.
Nel 2010 Sky in associazione con il sistema 3ality Digital ha lanciato un canale televisivo tematico dedicato alla trasmissione di soli programmi stereoscopici.

#### Videoclip
Con il successo del cinema tridimensionale, la visione stereoscopica viene applicata anche ad opere video-musicali, come i video Wanderlust di Björk (del 2008) e Sing-hiozzo dei Negramaro (del 2010) e il film concerto U2 3D (del 2008). Il primo è stato distribuito in DVD, il terzo nelle sale cinematografiche attrezzate per il cinema 3D.

#### Videogiochi
La stereoscopia è stata applicata fin dagli anni novanta ai videogiochi sfruttando sistemi come il visore stereoscopico digitale con display LCD (Nintendo Virtual Boy), sistemi autostereoscopici basati sulla barriera di parallasse (Nintendo 3DS) o altri sistemi come (PlayStation 3 e Xbox 360).

#### Telefonia mobile
La telefonia mobile ha visto la comparsa di smartphone autostereoscopici. Attualmente i soli due smartphone a utilizzare tale tecnologia sono LG Optimus 3D e HTC Evo 3D.

### Scienza

#### Astronomia
La stereoscopia viene applicata nelle osservazioni astronomiche. Le riprese vengono effettuate da due telescopi a opportuna distanza puntati sul medesimo oggetto, la distanza tra i due punti di osservazione è di conseguenza proporzionalmente aumentata adottando quella che viene definita stereoscopia artificiale
Nelle esplorazioni spaziali missioni senza equipaggio adottano riprese stereoscopiche per consentire una visione tridimensionale degli oggetti e dei suoli visitati.

#### Fotogrammetria
La fotogrammetria utilizza la stereoscopia quale tecnica che consente di rilevare forma, posizione e dimensioni di un oggetto mediante una coppia di fotogrammi stereometrici, cioè una coppia di fotografie ottenute con una particolare fotocamera stereoscopica chiamata camera stereometrica, e che vengono osservate attraverso particolari tipi di stereoscopio, quali lo stereoscopio a specchi e lo stereoscopio a ingrandimento variabile, e di misura, quali lo stereomicrometro. Questa tecnica viene utilizzata in cartografia, topografia, geologia e in architettura.

#### Medicina
In radiologia la stereoscopia trova applicazione nella realizzazione di radiografie stereoscopie o stereoradiografie. Per l'osservazione di queste radiografie, viene utilizzato un particolare tipo di stereoscopio denominato ortostereoscopio (orthostereoscope in inglese).

#### Microscopia
La stereoscopia viene applicata all'osservazione microscopica attraverso il microscopio binoculare, che consente di vedere il mondo microscopico in tridimensionalità. Per l'osservazione di un campo visivo così ridotto viene utilizzato uno scostamento tra i due punti di osservazione proporzionalmente ridotto, adottando la stereoscopia artificiale.

### Altro

#### Automobili
Il principio della stereoscopia viene applicato anche da sistemi di riconoscimento ostacoli montati su talune vetture.

### Libri
- Franco Agostini, Giochi con le immagini, Arnoldo Mondadori Editore, 1986, ISBN non esistente.
- Susan Barry, Vedere e rivedere, Biblioteca Le Scienze, 2010, ISBN non esistente.
- Maria Letizia Casanova, Alberto Manodori e Carlo Pavia, Roma in stereoscopia (1855-1908), De Luca Editori d'Arte, 1994, ISBN 88-8016-064-8.
- (EN) Keith Claworthy, The Collectable Stereo Viewers Guide, Keith Claworthy, 2006, ISBN 1-905290-35-7.
- (FR) Sylvain Grain, Images 3D stéréoscopiques. Etude et expérimentation des images tridimensionnelles en relief: de leur création à leur diffusion, 2007, ISBN non esistente.
- (EN) Marc Grossman e Cheri Smith, Magic Eye Beyond 3D. Improve Your Vision, Kansas City, Andrews McMeel Publishing, 2004, ISBN 0-7407-4527-1.
- Anton Hautmann, Firenze in stereoscopia, Ocatvo, 1999, ISBN 88-8030-122-5.
- Henry Le Lieure, Il mondo in stereoscopia, Electa Mondadori, 1996, ISBN 88-435-5575-8.
- (EN) Herbert McKay, 3-Dimensional Photography, American Photographic Publishing Company, 1953, ISBN non esistente.
- Stanislao Pecci e Franco Gengotti, Stereofotografia. Manuale pratico per il cinema e la fotografia tridimensionale, 1920, ISBN non esistente.
- Donata Pesenti Campagnoni, Quando il cinema non c'era. Storie di mirabili visioni, illusioni ottiche e fotografie animate, UTET Università, 2007, ISBN 88-6008-079-7.
- (EN) Stephen Pinker, How the Mind Works, W. W. Norton & Company, 1999, ISBN 0-393-31848-6.
- (EN) Mary Ann Sell, Wolfgang Sell e Charley van Pelt, View-Master Memories, Mary Ann & Wolfgang Sell, 2000, ISBN non esistente.
- (EN) S. Shimoj, Interview with Bela Julesz, in S. Horibuchi (a cura di), Super Stereogram, San Francisco, Cadence Books, 1994,  pp. 85–93, ISBN 1-56931-025-4.
- (EN) Christopher Tyler, The Birth of Computer Stereograms for Unaided Stereovision, in S. Horibuchi (a cura di), Stereogram, San Francisco, Cadence Books, 1994,  pp. 83–89, ISBN 0-929279-85-9.}
- (EN) Wim van Keulen, 3D Imagics. A stereoscopic Guide to the 3D Past and its Magic Images 1838-1900, 3-D Books Productions, 1990, ISBN 90-71377-04-0.
- (EN) John Waldsmith, Stereo Views - An Illustrated History & Price Guide, Krause Publications, 2002, ISBN 0-87349-409-1.
- Carlo Alberto Zotti Minici, Il fascino discreto della stereoscopia, Collezione Minici Zotti, 2006, ISBN non esistente.

### Articoli
- Marzio Barbero e Mario Muratori, Stereoscopia Origini, cinema, televisione (PDF), in Elettronica e Telecomunicazioni, n. 2, agosto 2004.
- Fabio Sabatelli, Stereo-Rama: il View-Master italiano, in Abastor, n. 35, 2006,  pp. 16-17.